# البهائية في كارولاينا الجنوبية
يبدأ الدين البهائي في ولاية كارولينا الجنوبية في مرحلة الانتقال من قوانين جيم كرو إلى حركة الحقوق المدنية، لكنه يحدد نهجًا آخر للمشكلة، ويمضي وفقًا لتعاليمه. أول ذكر لتاريخ الدين جاء في مقال صحفي في ستينيات القرن التاسع عشر. وفي أعقاب ذلك كان أول فرد من ولاية كارولينا الجنوبية يكتشف الدين هو لويس جريجوري في عام 1909، وتبعه أفراد داخل الولاية. سرعان ما بدأت مجتمعات البهائيين في العمل في شمال أوغوستا وكولومبيا وجرينفيل، وواجهت صراعًا مع ثقافة الفصل العنصري طوال الخمسينيات من القرن العشرين على المستويين الخارجي والداخلي. ومع ذلك، في الفترة 1969-1973، كانت هناك فترة ملحوظة للغاية وغير مستدامة إلى حد ما من التحولات إلى الدين على أساس اجتماع الأفكار الدينية المسيحية والبهائية، مما أدى إلى تأسيس قاعدة للمجتمع في العديد من المقاطعات - ولا سيما ماريون، وويليامزبورج، وديلون، التي يخدمها معهد لويس جريجوري ومحطة الراديو دبليو إل جي آي التابعة له ولكن أيضًا في جميع أنحاء المنطقة الأوسع. ويستمر هذا المجتمع ويحظى بتغطية إخبارية باعتباره جزءًا من ثاني أكبر ديانة في ولاية كارولينا الجنوبية.

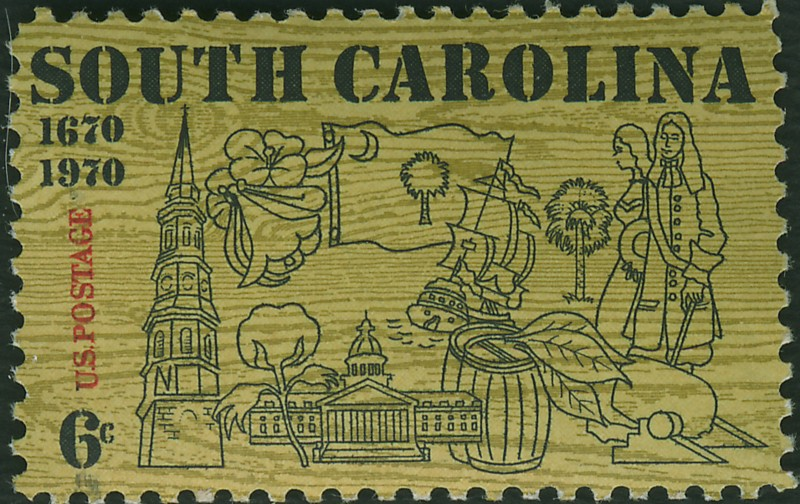
1970 - عام محوري للبهائيين في ولاية كارولينا الجنوبية أيضًا

## التاريخ المبكر

### الأوائل
تحدث أولى اتصالات ولاية كارولينا الجنوبية بالدين البهائي في وجود أول بهائي ينضم إلى الدين في الغرب بخدمته في الحرب الأهلية الأمريكية في كارولينا الجنوبية قبل 30 عامًا من انضمامه إلى الدين، تلا ذلك إعادة نشر أول ورقة تذكر الأحداث المتعلقة بتاريخ الدين البهائي.

#### 1864-5
بعد السعي للحصول على تدريب ليكون ضابطًا في وحدات المشاة السوداء، بحلول مايو 1864، أصبح ثورنتون تشيس، الذي تم الاعتراف به لاحقًا باعتباره أول بهائي غربي، ثاني مسؤول عن مائة رجل، في سرية كيه من فوج المشاة السادس والعشرين التابع لقوات المشاة الأمريكية الملونة والتي خاضت معركتين جنوب تشارلستون، ساوث كارولينا وأصيبت. ثم سعى للحصول على فرصة ثانية للخدمة وفي عام 1865 تمت ترقيته إلى رتبة نقيب وقاد شركة د من فوج المشاة الملون رقم 104 للولايات المتحدة. تم تنظيم هذه الوحدة في بوفورت، ساوث كارولينا، في الفترة من أبريل إلى يونيو 1865، وقامت بواجب الحراسة في نقاط مختلفة في ساوث كارولينا حتى فبراير 1866. تم قبول استقالة تشيس في 7 نوفمبر 1865، في بوفورت، ساوث كارولينا وانضم إلى الدين بعد 30 عامًا. كان زوج أم لويس جريجوري المستقبلي، جورج جريجوري، رقيبًا أول في شركة سي من الفوج 104 في عام 1866.
أول ذكر يتعلق بتاريخ الدين المعروف في ولاية كارولينا الجنوبية كان في مقال صحفي. نُشرت في يونيو 1865 في صحيفة ديلي فينيكس في كولومبيا، ساوث كارولينا، على الصفحة الأولى، حيث استعرضت الأحداث التي وقعت من عام 1844 إلى عام 1850 أو نحو ذلك. لم يتم تسمية مصدر الاقتباس الموسع، ويحتوي على أخطاء نموذجية لتلك الفترة. انظر أيضًا يوسيفوس عن يسوع. تم تقديمه في الأصل في مقال في مجلة العالم الأدبي بتاريخ 14 يونيو 1851، كرسالة مؤرخة في 10 فبراير 1851، من قبل الدكتور القس أوستن إتش رايت إلى الجمعية الشرقية الأمريكية. وقد نُشرت لاحقًا أيضًا في إحدى الصحف في 26 يونيو 1851، ونُشرت في صحيفة ألمانية في عام 1851 بترجمة رئيسه القس جوستين بيركنز. كان رايت، والد لوسي مايرز رايت ميتشل وجون هنري رايت، مبشرًا طبيًا من نيو إنجلاند، وحصل على شهادته الطبية في فيرجينيا. كان رايت أول شخص يكتب بحثًا يقدم وصفًا للبابية، وتوفي في ما كان يسمى آنذاك أرومية، بلاد فارس، في 14 يناير 1865. بدأت صحيفة ديلي فينيكس نفسها في النشر في مارس 1865 بعد مسيرة شيرمان إلى البحر ‏ التي أحرقت ثلث المدينة أو أكثر وبحلول أبريل كانت تُنشر كصحيفة يومية.

#### لويس جورج جريجوري
كان لويس جورج جريجوري أول شخص من ولاية كارولينا الجنوبية ينضم إلى الديانة البهائية. وُلِد في 6 يونيو 1874 في تشارلستون بولاية ساوث كارولينا، لأبوين أمريكيين من أصل أفريقي تم تحريرهما أثناء الحرب الأهلية، بما في ذلك والده البيولوجي الذي توفي عندما كان جريجوري صغيرًا جدًا - إيبينيزر (EF) جورج، الذي توفي قبل عام 1880. في عام 1881 تزوجت والدته من جورج جريجوري. خلال دراسته الابتدائية، التحق جريجوري بأول مدرسة عامة مفتوحة لكل من الأمريكيين من أصل أفريقي والبيض في تشارلستون ثم التحق بمعهد أفيري، المدرسة الرائدة للأمريكيين من أصل أفريقي في تشارلستون، وألقى خطاب التخرج بعنوان "لن تعيش لنفسك وحدك". التحق جريجوري بجامعة فيسك وجامعة هوارد،  وتم قبوله في نقابة المحامين في واشنطن العاصمة، في عام 1902. في عام 1906 بدأ جريجوري العمل في وزارة الخزانة الأمريكية،  واستمر في الصعود في المجتمع في أشكال مختلفة من الخدمة للمجتمع والمهنة. وفي الوقت نفسه، كان جريجوري مرئيًا في الصحف بشأن الحوادث العنصرية.
أثناء وجوده في وزارة الخزانة، سمع جريجوري عن الدين البهائي وحضر محاضرة ألقاها لوا غيتسينغر، أحد البهائيين البارزين، في عام 1907. وفي ذلك الاجتماع التقى بولين هانن، التي نشأت في ويلمنجتون بولاية نورث كارولينا، وزوجها ودعوه إلى العديد من الاجتماعات الأخرى. تأثر غريغوري كثيرًا بسلوك عائلة هانين والدين بعد أن أصيب بخيبة أمل في المسيحية.:p.19, 27
دون علم جريجوري، كانت المقالة الصحفية التالية المعروفة التي تذكر الأيام الأولى للدين في ولاية كارولينا الجنوبية في عام 1909 عندما نشرت صحيفة مانينغ تايمز مقالاً غير دقيق إلى حد ما عن الباب. كان عام 1909 أيضًا عامًا للتغييرات بالنسبة لغريجوري - فقد انضم إلى الديانة البهائية، وتلقى رسالة شخصية من عبد البهاء، رئيس الديانة آنذاك، وانتُخب رئيسًا لجمعية بيت إيل الأدبية والتاريخية ‏،  وترك وزارة الخزانة وأسس ممارسته في واشنطن العاصمة.
في 23 يوليو 1909، كتب جريجوري إلى عائلة هانين أنه كان من أتباع الديانة البهائية:
يخطر ببالي أنني لم أنتهز الفرصة لأشكركم جزيل الشكر على لطفكم وصبركم، اللذين توجّا في النهاية بقبولي الحقائق العظيمة للوحي البهائي. لقد منحتني هذه الرسالة مفهومًا جديدًا كليًا عن المسيحية وعن جميع الأديان، ومعها يبدو أن طبيعتي قد تغيرت للأفضل... إنها دين سليم وعملي، يُلبي جميع احتياجات الحياة، وآمل أن أعتبرها دائمًا كنزًا ثمينًا.:p.6
وجاء في رسالة عبد البهاء:
آمل أن تصبح... الوسيلة التي يغض بها البيض والملونون أعينهم عن الاختلافات العرقية وينظرون إلى حقيقة الإنسانية، وهي الحقيقة العالمية التي هي وحدة مملكة الجنس البشري... اعتمد قدر استطاعتك على الواحد الحق، واستسلم لإرادة الله، حتى تشتعل كالشمعة في عالم الإنسانية، وكالنجم تتألق وتتألق من أفق الحقيقة وتصبح سببًا لهداية كلا العرقين.:p.32
في عام 1910 توقف جريجوري عن العمل كمحامٍ وبدأ خدمة الدين طوال حياته إلى حد كبير من خلال عقد الاجتماعات والسفر من أجل الدين والكتابة وإلقاء المحاضرات حول موضوع الوحدة العرقية والدين. في ذلك العام، بدأ جريجوري رحلة كبرى عبر الجنوب لنشر الدين. سافر إلى ريتشموند، فيرجينيا، ودورهام، كارولاينا الشمالية، وتشارلستون، كارولاينا الجنوبية، مدينة عائلته وطفولته، وماكون، جورجيا. بعد هذه الرحلة الأولى ذهب جريجوري للحج وانتخب لمناصب في الدين وعمل على المخاوف المتعلقة بتكامل الأعراق في واشنطن العاصمة، والتي تم تسويتها بزيارة عبد البهاء وزواجه - عاد جريجوري في النهاية إلى السفر للترويج للدين ولكن مساعيه كانت وطنية في نطاقها:pp.63–7 على خلفية التحديات المجتمعية مثل الإعدام خارج نطاق القانون في الولايات المتحدة وقوانين جيم كرو.

#### ألونزو توين
حيث أصبح جريجوري محاميًا في عام 1902 في الشمال نسبيًا، وأصبح الأمريكي من أصل أفريقي ألونسو إي. توين محاميًا ممارسًا مسجلاً في المحكمة العليا في ولاية كارولينا الجنوبية بحلول عام 1897 ودافع عن القضايا حتى عام 1910. ولكن هذا لم يمنعه من التعرض للضرب العلني من قبل محام آخر في عام 1903. كان والده نجارًا حرًا ومحاربًا قديمًا في جيش الاتحاد، وكانت والدته خادمة منزلية. كان ذلك خلال عهد تيلمان والحرمان من حق التصويت، 1890-1914 ‏.

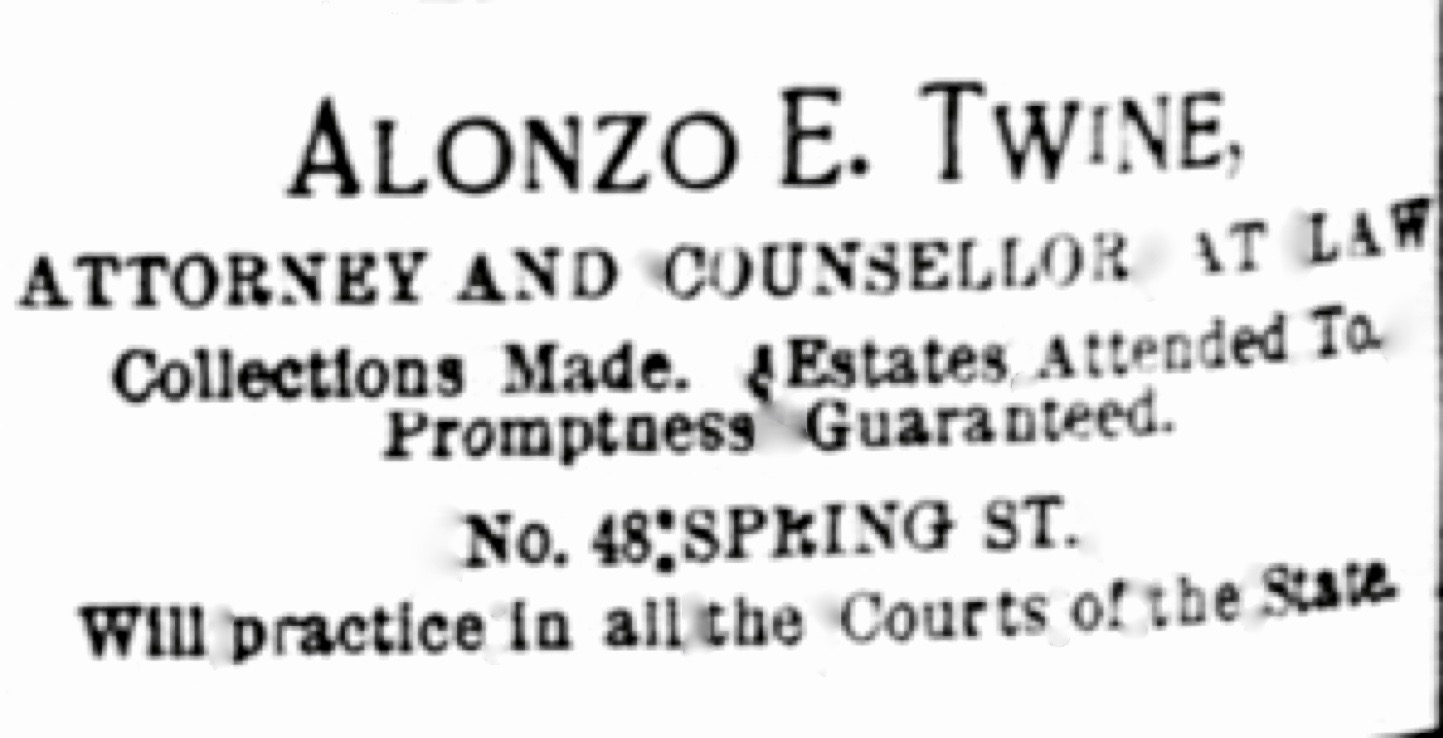
إعلان عن ألونزو إي. توين، محامي (لا توجد صورة معروفة له)

تحدث جريجوري في عدد من المناسبات في تشارلستون عام 1910 والتقى بوزير كان في جرين إيكر وسمع عن الدين.:pp.18, 41 وتحدث جريجوري أيضًا إلى مجموعة من المحامين السود المحليين.:pp.42 توين، أحد أمناء كنيسة أولد بيثيل المتحدة الميثودية،:pp.44–5 كان أول من عرّف عن نفسه كبهائي في ولاية كارولينا الجنوبية.:p.42 كتب غريغوري إلى عائلة هانن عن ذلك قائلاً: "... [توين] أعجب بشكل خاص بالتفسير المتعلق بـ "السحب". وأضاف أنه إذا جاء المسيح من خلال السحب الحقيقية، فمن المؤكد أنه سيختفي عن نصف الأرض، نظرًا لاستدارتها.":p.42 غادر جريجوري وسوف يكون بعيدًا لعدد من السنوات. في هذه الأثناء، ودون علم جريجوري، تم إيداع توين في مؤسسة عقلية بعد عام من قبل والدته وكاهن العائلة، القس آي إي لويري،:p.96 بسبب "الهوس الديني" على الرغم من أنه لم يفقد أي عمل ولم يكن يشكل تهديدًا لنفسه أو للآخرين ولكن تم الحكم عليه بأنه يشكل تهديدًا للمجتمع.:p.46 توفي بعد ثلاث سنوات، في 26 أكتوبر 1914.:p.45–50
كان لوري لا يزال يستخدم معرفته بمصير توين لتحذير أولئك المهتمين بسماع رسالة جريجوري بعد بضع سنوات.

### من مجتمع متقطع إلى مجتمع مستدام
كانت نقطة البداية المهمة في نمو الوجود المستقر للدين حوالي عام 1911 عندما استقرت مارغريت كليبس، من بروسيا، بعد انضمامها إلى الدين، في أوغوستا جورجيا.:pp.142–3.تعلمت عن الدين في جرين أكر ق. 1901 وكان يعيش ويعمل في منطقة أوغوستا - شمال أوغوستا - إيكين بحلول عام 1911.:p.139 كما التقت بعبد البهاء عندما زار الولايات المتحدة في عام 1912، وأجرى معها مقابلة خاصة أوصى فيها بالعودة إلى الجنوب والترويج للدين. بحلول شتاء عامي 1912 و1913 عادت إلى منطقة أوغوستا-شمال أوغوست-أيكين.:p.144 في مارس 1912 ومايو 1913 قامت بتنظيم برامج موسيقية. أصبحت محررة الجمعية جوليا مور من صحيفة أوغوستا هيرالد صديقة لكليبس ودارسة للدين ونشرت الأحداث - كما قام العديد من طلاب كليبس بالتحقيق في الدين والتحق العديد منهم.:pp.153–4 في عام 1914، دعا كليبس جوزيف هانن لحضور سلسلة من المحادثات في قصر جيمس يو جاكسون ‏، في مدرسة سكوفيلد الصناعية العادية ‏ للأفارقة الأمريكيين، وكان هناك حفل موسيقي مرة أخرى في فندق هامبتون تيراس ‏.:pp.155–6 تمكن كليبس والمجموعة الصغيرة من البهائيين من نشر العديد من القصص في الصحيفة المحلية في عامي 1915 و1917.:pp.160 في ذلك الوقت، كانت هناك إشارة موجزة إلى وجود بهائي في معرض بنما والمحيط الهادئ في عام 1915.
بحلول عام 1918، ضم المجتمع ستة أفراد - جي بي تالبوت، ولويز بيجار تالبوت، وآنا ماكيني فيرديري، وميرتيس تينسلي، وجوليا مور، وروبرت إيرفين - على الرغم من انتقال اثنين منهم إلى سافانا، جورجيا، وتمت إضافة آخر في عام 1920 - إستر سيجو.:pp.157–8 كانت لويز مندوبة المجتمع في مؤتمر الأمم عام 1919. استمر توجيه الدعوة إلى المتحدثين البهائيين، وفي عام 1920 ألقى أسد الله مازنداراني ‏ - وهو عالم معين أرسله عبد البهاء - كلمة أمام جمهور من ذوي البشرة الملونة بلغ عددهم نحو 65 رجلاً غادروا المكان "والدموع في عيونهم".:pp.159
كانت هناك مجموعة متنوعة من الإشارات البسيطة إلى الدين في الصحف من عشرينيات إلى أربعينيات القرن العشرين.

#### ألواح الخطة الإلهية
على الرغم من انقطاعها بسبب الحرب العالمية الأولى، فقد كتب عبد البهاء ألواح الخطة الإلهية في الفترة من 1916 إلى 1919 ونشرها على مراحل - داعيًا إلى الاهتمام في مناطق مختلفة بما في ذلك تحديد "الولايات الجنوبية" مشيرًا إلى "... يجب عليكم إما الذهاب بأنفسكم أو إرسال عدد من النفوس المباركة إلى تلك الولايات، حتى يتمكنوا من توجيه الناس إلى ملكوت السماء".:p.77 بدأ جوزيف هانن وجريجوري واثنان آخران في التركيز على الجنوب بدءًا من عام 1916.
كان ذلك خلال فترة من وجود هياكل السلطة البيضاء القوية،:pp.79–89, 102–3 المنظمات الأولى للرابطة الوطنية للنهوض بالملونين في ولاية كارولينا الجنوبية،:pp.107–8 ونشر العنف والترهيب، ومنظمات " كو كلوكس كلان " "المتجددة" ومنظمات الشبان المسيحية (YMCA) ومنظمات الشابات المسيحية (YWCA) المعتدلة التي حافظت على "ولاء مطلق لمبدأ النزاهة العرقية":pp.111–7 قام جريجوري برحلة عبر ولاية كارولينا الجنوبية من ويلمنجتون بولاية كارولينا الشمالية في أوائل عام 1919 قبل المؤتمر البهائي السنوي في أبريل وخلاله تم الكشف رسميًا عن الألواح السابقة وبعض الألواح الجديدة.:pp.119–120 وتضمنت المنشورات الجديدة اقتباسًا يقول "لا شك أن التعاليم الإلهية يجب أن تكشف عن نفسها بتألق أكثر إشراقًا... وأن تنتشر عطور القداسة بسرعة وفعالية" مقارنًا الوضع بغريغوريوس المستنير الذي واجه أرمينيا منذ زمن بعيد ولكنه وضع السياق في السعي إلى تحرير الناس من التحيز العنصري - وهو خط عمل توقع أن يكون له "تأثير تحويلي على الولايات المتحدة والعالم".:pp.120 أنشأ البهائيون لجنة وطنية للبدء في الإشراف على العمل وقام هانن بتنسيق التوجيه إلى الجنوب - وبعد ذلك قام جريجوري بجولة من الرحلات في شتاء عامي 1920 و 1921 بين كارولينا الجنوبية وجورجيا بمساعدة روي ويليامز الذي تحدث أيضًا في الكليات السوداء كلية بينيديكت ‏ وجامعة ألين.:p.122, 184 تم إحراق منزل أحد البهائيين بقنابل حارقة، وتم سجن اثنين منهم، وساعد الدكتور البهائي الفارسي ضياء بغدادي في جهود الإغاثة. في مرة أخرى، ناقش جريجوري وهارلان أوبر عقد "اجتماعات جماهيرية" لتخفيف التوتر العنصري.:p.123 في عام 1921 ركز جريجوري مع أغنيس بارسونز ‏ على حملة وطنية لاستضافة مؤتمرات الصداقة العرقية.:pp.123–4 وفي أثناء الاجتماعات وفيما بينها، تحدث جريجوري في العديد من الكنائس في كولومبيا وتواصل مع جوشيا مورس في جامعة كارولينا الجنوبية هناك، والذي رحب بعد ذلك بالبهائيين في عدد من المناسبات حتى ثلاثينيات القرن العشرين.:p.127 كان جريجوري يستخدم في كثير من الأحيان مثال صامويل تشيلز ميتشل، الرئيس السابق لجامعة كارولينا الجنوبية الذي التقى عبد البهاء.:pp.127–9
ألهمت محاضرة جريجوري في عام 1921 في كولومبيا في كنيسة سيدني بارك الميثودية الملونة الأسقفية ‏ ردًا كاملاً من قبل لويري والذي تردد صداه في عدد من الصحف ذات النطاق على مستوى الولاية.:pp.129–131 في حالة المجتمع الذي تنتشر فيه أساليب التفوق الأبيض على السود على نطاق واسع:pp.90–6 كان لوري صوتًا للتكيف، على الرغم من انضمامه إلى الميثوديين الشماليين ضد فرع مالكه السابق الجنوبي،:pp.97 مشيرًا إلى أن "أفضل البيض" والصحف عارضوا أعمال الشغب والإعدامات التي ارتكبت ضد السود بسبب اغتصاب النساء البيض، وأنه إذا تم إيقاف ذلك، من خلال واجب المسيحيين البيض في منح السود "الدين النقي"، فسيكون كل شيء على ما يرام.:pp.98–9, 101 تحدث جريجوري من المنبر في الخدمة الصباحية وألقى محاضرة في فترة ما بعد الظهر. أدان لوري المحادثة باعتبارها "غير مسيحية وخالية من الروح" - "دين العقل، وليس دين القلب".:p.131 وقد ذكر لوري مبادئ الدين التي لاحظها جريجوري ثم حذر القارئ من قضية المحامي الأسود الشاب الذي استمع ومات بطريقة مخزية (ألفونسو توين).:p.132 كان إدانة كيستون أوف لوري هي "لم يكن المسيح موجودًا فيها"، ولكن هذا نقص شديد في المعرفة - فقد نشر جريجوري نفسه في كثير من الأحيان حول هذا الموضوع وكان يعتقد أن الدين "كان تعبيرًا عن" المحبة التي علمها المسيح "بالضبط وتحقيق علم نهاية العالم المسيحي، و"كان من غير المعتاد منه ألا يقول ذلك.":pp.132–3 ولكن بدلاً من أي نسخة من هذا النوع من العرض، حذر لوري فقط من أن جريجوري لديه نوايا خبيثة على الرغم من أنه كان لديه "صوت جيد وواضح"، وكان "فصيحًا وقويًا حقًا" ولكنه "ماكر بما يكفي لإخفاء أغراضه الحقيقية".:pp.134–5
مع وفاة عبد البهاء في أواخر عام 1921 وتعيين ولاية شوقي أفندي في ربيع عام 1922، بدأ إعادة تشكيل وتطوير إدارة الدين بما في ذلك نمط دولي لانتخاب الجمعيات الوطنية وزيادة التواصل حتى محليًا مع رأس الدين.:pp.161–72 وفي عام 1923 خاطب المجموعة المحلية مع مجتمعات صغيرة أخرى لم تتمكن بعد من انتخاب جمعية محلية.:pp.173–4
أقام جريجوري في سومتر عام 1924 لمدة اثني عشر يومًا وثمانية أيام في تشارلستون:p.180 (وصادف تشالنس ويستندورف الذي وجد الدين بنفسه وكان يُعتقل كثيرًا بتهمة "الوعظ" في الشارع الرئيسي):pp.180–1 - حضر جنازة زوج والدته عام 1929 في تشارلستون والتي أدارها مؤسسو الجمعية الوطنية للنهوض بالملونين المحليون الأخوة ميكي.:p.181 خاطب كليبس المؤتمر الوطني عام 1925 قائلاً "... ربما يكون أفضل دليل على انتشار القضية هو أن الحركة البهائية قد شجبت من قبل كنائس مختلفة.":p.161

#### أكثر استدامة من المتقطعة
في عام 1931 عاد جريجوري مرة أخرى وقام أيضًا "فريق" مكون من تشونسي نورثرن وفيليب مارانجيلا بجولة موسيقية.:pp.182–3 وتحدثوا إلى "فيلسوف الحرم الجامعي" جوزايا مورس الذي التقى به جريجوري منذ سنوات والذي ربما كان مسؤولاً عن اقتباس في الصحيفة الطلابية "يشبه إلى حد كبير التعاليم البهائية".:p.184 كما قاموا بزيارة جامعة ألين وكلية بينيديكت في كولومبيا وجامعة كلافلين ‏ وكلية كولورد نورمال الصناعية والزراعية والميكانيكية في ولاية كارولينا الجنوبية ‏ في أورانجبورج.:p.184
في ذلك الوقت، تم ملاحظة أفراد معزولين أو مجموعات صغيرة في تشارلستون وكولومبيا وأورانجبورج وسومتر.:p.185 ومن بين المعلمين الآخرين الذين يسافرون بشكل فردي للدين لورول شوبفلوشر (1933) وستانوود كوب (1934):p.185–6 - بقي كوب لسبع محاضرات في بعض شهري مارس وأبريل، وتم تشكيل مجموعة دراسية بعد ذلك مع اثنين من البهائيين الراسخين بين المجموعة واجتمعوا في منزل الطبيبة الوحيدة في شمال أوغوستا، ماري كيرشو.:pp.187–8 كان ويليام وكريستين بيدويل، أصدقاء كيرشو الذين انتقلوا مؤخرًا إلى المنطقة من ميامي حيث انضموا إلى الدين، من بين إجمالي حوالي 17 شخصًا لديهم هوية أكثر أو أقل مع الدين وبعد عام انتخبوا أول جمعية روحية محلية (جسرًا بين شمال أغسطس وأوغوست).:pp.188–190 كانت كليبس بعيدة بعض الشيء عن المجموعة ولكنها كانت تعاني أيضًا من مشاكل طبية وحاول أعضاء المجموعة مساعدتها،:p.191 وكذلك جمعية إليوت خلال الصيف الذي قضته هناك في عام 1938.:p.192 توفيت في يناير 1939 في أوغوستا.:p.192
درست الفئة عددًا من الأعمال البهائية بين عامي 1934 و1938 - بهاء الله والعصر الجديد، ومجموعة من رسائل شوقي أفندي، وبعض الأسئلة المجابة ومجموعات أخرى من كتابات عبد البهاء ومحاضراته بالإضافة إلى طلائع الفجر.:pp.192–3 في أواخر عام 1936 انتقل الدكتور ضياء بغدادي وعائلته إلى أوغوستا، وكانوا أول بهائيين فارسيين يعيشون في المنطقة:pp.192–3 وكان عدد أعضاء المجتمع حوالي 30 عضوًا بالإضافة إلى الأصدقاء وحوالي نفس العدد من جهات الاتصال المهتمة.:pp.194 ومع وجود زوجين من الأمريكيين من أصل أفريقي، كان المجتمع مندمجًا جزئيًا أيضًا على الرغم من العروض المتكررة في المؤسسات الأمريكية الأفريقية على مر السنين، على الرغم من أنه من الصحيح أيضًا أن التكامل الأكبر كان من الممكن أن يلفت الانتباه غير المرغوب فيه.:pp.196–7 ومن ناحية أخرى، لم يكن هناك أي من دعاة التكامل يصرون على هذا المعيار. نجح الدكتور بغدادي في إقامة علاقات بين الأمريكيين من أصل أفريقي، ولا سيما طبيب، فضلاً عن عقد اجتماعات أكبر فأكبر في المنزل، لكن هذه الاجتماعات توقفت فجأة مع انتشار الشائعات بين الشرطة والتحدث إلى العائلة.:pp.197–8 لكن البغدادي توفي فجأة في أبريل 1937.

## النمو البطيء
منذ ثلاثينيات القرن العشرين، أكد ليروي إيواس، رئيس اللجنة الوطنية البهائية للتعليم، على أهمية عقد اجتماعات "بجانب الموقد" في المنازل الفردية كطريقة أساسية للأفراد لمساعدة الدين:pp.176–7 وكذلك الرواد، أو أولئك الذين ينتقلون طواعية من أجل تقدم الدين، بدلاً من الزيارات القصيرة للمتحدثين.:p.210 وفي الوقت نفسه، بادر شوقي أفندي باتخاذ خطوات في تنفيذ توجيهات ألواح الخطة الإلهية، ودفع المجتمع الأمريكي إلى الانتشار من مدنه القليلة إلى احتضان كل ولاية في البلاد، فضلاً عن الأهداف الدولية التي تبدأ في أمريكا الجنوبية.:pp.202–4 انتقلت عائلة جريجوري إلى هايتي لمدة ثلاثة أشهر وأسست مجموعة كبيرة من البهائيين هناك.:p.207 وأصبح الجنوب هو محور التركيز الأول لمجموعة الخطط الرامية إلى نشر الدين في المزيد من المدن بدءًا من عام 1937.:p.211 بالإضافة إلى ذلك، تم إعادة تعيين المندوبين للمؤتمر الوطني ليكونوا متناسبين مع عدد سكان الولاية وليس فقط مع المجتمعات التي لديها جمعيات، لذلك بدأت ولاية كارولينا الجنوبية في عقد مؤتمرات على مستوى الولاية لانتخاب المندوبين.:pp.311

### تطوير مجتمعات متعددة ومعايير وطنية
بدأت سلسلة من الحركات في جميع أنحاء ولاية كارولينا الجنوبية للبهائيين::p.214 في عام 1937 حاولت كريستين بيدويل وماري كيرشو من شمال أوغوستا رعاية مجموعة في إيكين، وفي أواخر عام 1936-1937 سافرت امرأتان - أميلي بودمر وماي فيشر - عبر الولاية في مقطورة، وفي أواخر عام 1937 قضت إيموجين هوج وأجنيس أونيل الشتاء في تشارلستون، ثم انتقلت لويز تومسون إلى هناك عندما غادرتا ثم عادت إيموجين هوج في عام 1939. تواصل هوج مجددًا مع ويستندورف، ولكن على الرغم من إلمامه القليل بمعتقدات الدين، إلا أنه لم يقتصر على تعاليمه وشعر أنه حصل على الشيء الصحيح الذي يؤمن به بنفسه.:p.216 ومع ذلك، تمكنت هوج من تحقيق تقدم في التحدث إلى بعض المجموعات بفضل دعم صاحبة المنزل الذي تستأجره. ومع ذلك، طُلب من هوج الذهاب إلى كوبا للعمل على جلب الدين إلى هناك في خريف عام 1940. انتقلت لويز تومسون وإيما تومسون إلى تشارلستون لمحاولة الحفاظ على استمرارية التنمية.
في أواخر عام 1938، انتقلت النساء البيض مود ميكل (كانت ميكل قد سافرت سابقًا إلى البرازيل مع ليونورا هولسابلي أرمسترونج) وألتا ويلر إلى كولومبيا حيث التقيا قريبًا بالمرأة البيضاء لويلا مور التي كانت صديقة لمجتمع شمال أوغوستا وفي أوائل عام 1939 كتبت للتسجيل رسميًا.:p.217 كما اعتنقت صاحبة المنزل، بيرل ديكسون، وهي أرملة قس من الطائفة الأسقفية الميثودية الأفريقية، المسيحية أيضًا في عام 1939، وتحولت ابنتها إلى المسيحية في أوائل عام 1940.:p.218 أمضت الأمريكية من أصل أفريقي زينوبيا دورسي الشتاء في كولومبيا حيث ساعدت في الوصول إلى أحياء الطبقة المتوسطة في جامعة ألين وكلية بينيديكت.:p.219 لقد وصلوا أيضًا إلى صحيفة بالميتو ليدر، وهي صحيفة سوداء، بقصص عن دار العبادة البهائية في ويلميت، إلينوي - ثم فعلت صحيفة كولومبيا ريكورد، وهي صحيفة بيضاء، الشيء نفسه، ثم ذكرت صحيفة ذا ستيت "احتفالًا بالعام البهائي الجديد في منزل ميكل وويلر والذي اجتذب الزوار من أوغوستا وتشارلستون".:p.220
في ربيع عام 1938، انتقل ويليام (أخصائي تقويم العمود الفقري) وكريستين بيدويل من شمال أوغوستا إلى خارج جرينفيل وسرعان ما انتقلا إلى المدينة.:p.220–1
على الرغم من أن جميع المجتمعات حققت نجاحًا جزئيًا في جذب اهتمام الأمريكيين من أصل أفريقي، إلا أن أيًا منها لم يضطر إلى التعامل بقوة مع المعارضة في مثل هذه الأمور، ولم يحرص أي منها على التركيز عليها كأولوية.:p. 222 بدأت السياسة الوطنية بين البهائيين في التشكل من خلال عمل جريجوري في اجتماعه مع البهائيين في جامعة فيسك في عام 1934، وتم انتخاب جمعية روحية في ناشفيل في عام 1935، وتم اقتراح مؤتمر إقليمي في عام 1936 ليشمل زيارة من الجمعية الوطنية.:p.223–4 وواجه التطور مسألة عقد سلسلة من الاجتماعات المتكاملة رفيعة المستوى. في الواقع، اعترض أحد الفنادق التي استضافت أحد الاجتماعات الستة الناتجة عن ذلك، وبدا أن البهائيين قد رضخوا لمطالبهم.:p.226–7 لاحظ ويب دوبوا في البداية أنه كان لديه معلومات خاطئة حول طبيعة القرار الذي رد عليه السكرتير العام للجمعية الوطنية آنذاك هوراس هولي بأن الحقائق لم تكن كما فهمها دوبوا وأن الفندق هو الذي خضع في اللحظة الأخيرة - ومع ذلك فقد تم وضع سياسة مفادها أنه في حالة عدم وجود ردود أفعال خارجة عن السيطرة، يجب عقد اجتماعات متكاملة ولكن في حالة ردود الفعل المبالغ فيها يمكن عقد اجتماعات منفصلة بهدف طويل الأمد يتمثل في عقد اجتماعات متكاملة بالكامل من الناحية النظرية. ولكن في هذه الحالة تم تجنب الموقف من خلال تغيير حكم الفندق. أصبحت كل الخيارات المتغيرة صامتة عندما تم الإعلان عن سياسة نهائية في عام 1938 - نُشرت تحت عنوان "مجيء العدالة الإلهية" بقلم شوقي أفندي مع مناقشة صريحة ومطولة لمشكلة التحيز العنصري مؤكدة على المتطلب قصير الأمد والهدف طويل الأمد المتمثل في التكامل الكامل والتحرر من التحيز العنصري.:p.227–20 وكان من المقرر أن تكون كافة الاجتماعات متكاملة وأن يسعى الأفراد إلى تعديل عاداتهم في هذا الشأن. بالإضافة إلى ذلك، بدأت مسألة سياسية مفادها أنه في حالة تعادل الأصوات في الانتخابات، يتم منح الأقليات الموافقة تلقائيًا على المنصب. كانت إحدى النتائج تشكيل لجنة وحدة العرق في عام 1940 مع لويس جريجوري ودوروثي بيتشر بيكر، وهو من نسل إلغاء العبودية الأبيض.:p.235 تم حل الوضع في مجتمع البهائيين في أتلانتا من خلال التكامل حتى درجة السماح للأشخاص البيض بمغادرة الدين إذا لم يتمكنوا من قبول المعيار.:p.236–7 وقد اكتظت المراسلات بين مجتمعات ولاية كارولينا الجنوبية بهذا التطور.:pp.239
بحلول نهاية عام 1944، وهو الذكرى المئوية للدين، تم ملاحظة مجموعات من البهائيين في جرينفيل وكولومبيا بالإضافة إلى شمال أوغوستا.:p.200 في المؤتمر الوطني، حظي العديد من البهائيين من ولاية كارولينا الجنوبية بأول فرصة للتعرف على المجتمع البهائي الأوسع على المستوى الإقليمي والدولي، سواء بشكل شخصي أو من خلال ملخص مكتوب، بالإضافة إلى لقاء شخصي مع دار العبادة البهائية في ويلاميت، إلينوي - موضوع عقود من التضحية من قبل المجتمع الوطني.:pp.265–6

#### النضال في جرينفيل
كان مجتمع جرينفيل يواجه توترات متزايدة وصراعات في المجتمع مع جماعة كو كلوكس كلان. أُجبرت فروع الجمعية الوطنية للنهوض بالملونين على الإغلاق بسبب أعمال اقتصادية وعنيفة.:pp.240–4 كان آل بيدويل قد فقدوا جزءًا من مسار عملهم خلال فترة الكساد الاقتصادي والتغييرات الإدارية - وتم تصحيح الأخطاء في عام 1939.:pp.244–5 وفقد مجتمع أوغوستا أيضًا أثرهم. ونتيجة لذلك، أصبحت عائلة بيدويل وجرينفيل محور الاهتمام في عام 1940، على الرغم من أن معظم المساعدات جاءت في شكل نساء بيض أرامل أو عازبات أو أثناء تجنيد أزواجهن في الحرب.:pp.246 على أية حال، بحلول أواخر عام 1940 تم انتخاب جمعية، لكن عدد السكان كان غير مستقر وسرعان ما تم حلها. وعلى الرغم من أن مجتمعات أغسطس-أوغوستا الشمالية كان لديها في البداية ما يكفي من البهائيين لانتخاب الجمعيات بشكل مستقل بعد القاعدة الجديدة التي تنص على اتباع الحدود المدنية للمجتمعات، إلا أن كلا المجتمعين سرعان ما فقدا وضع الجمعية.:pp.247–8 وبالتالي، في عام 1942، تم إجراء حسابات محددة ومحسوبة لعدد البهائيين المطلوبين في كل موقع وتم ملؤها بشكل خاص طواعية ولكن بالتنسيق بحيث يتم تجنب الفائض.:pp.248
في عامي 1942 و1943، عُقدت مؤتمرات في جرينفيل لرفع مستوى الوعي بين البهائيين وخارجهم، وتم انتخاب الجمعية مرة أخرى في عام 1943.:pp.248–51 في الجمعية كانت هناك عائلة واحدة من السكان الأصليين الجنوبيين وهم الأمريكيون الأفارقة الوحيدون في المجتمع، ولكن اثنين فقط من البهائيين المحليين لم يكونوا في الجمعية، لذلك كان السبعة المتبقون جميعًا "منقولين"، وتم انتخاب الجنوبيين كاثنين من الضباط الأربعة ولم يكن أي من الضباط أمريكيًا من أصل أفريقي. كان هناك سبع نساء ورجلان، انتُخب أحدهما رئيسًا.:pp.283–4 وفي الوقت نفسه، كان هناك على الأقل بهائي أبيض مؤثر واحد غير مرتاح للاجتماعات المتكاملة - إيموجين هوج - وكانت هناك تقارير تفيد بأن مكتب التحقيقات الفيدرالي كان يتحقق على وجه التحديد من البهائيين في جرينفيل الذين تحدوا قوانين جيم كرو بقوة أكبر مثل لودا دابروفسكي وجريس وايلدر، وشعرت التوترات الاجتماعية من نبرة المعلمين المتجولين للدين بالإضافة إلى امرأة أمريكية من أصل أفريقي شابة، إيفا فلاك ماكاليستر - كل هذا يبدو أنه يقلل من الاهتمام من قبل البيض من الطبقة الاجتماعية العليا، على الرغم من حقيقة أن شوقي أفندي استمر في التمسك بمعيار مفاده أنه يجب الترحيب بالباحثين السود عن الدين على قدم المساواة مع البيض وعدم منح البيض امتياز أن يكونوا أولًا، على الرغم من عدم مخالفة القانون العام في ترتيب الاجتماعات.:pp.259–60 في الواقع، ربما يكون الحذر قد تجنب الاهتمام المعرض للعنف، إلا أنه قلل أيضًا من التواصل العملي مع الأمريكيين من أصل أفريقي حيث نجحت مجتمعات أخرى في جميع أنحاء الجنوب في استقطاب المتحولين من البيض والسود على حد سواء.:pp.28-5 إضافةً إلى ذلك، كان المجتمع "مشلولاً" بين الرجلين في الجمعية، اللذين "أحبا بعضهما البعض كأخوين، وقاتلا كأخوين":pp.28-5 حيث كان الرئيس بيدويل معالجًا بديلًا بأفكار غير سائدة تُملي ترتيبات الاجتماع، ورفض ويليامز الحضور وطلب نقله إلى مدينة أخرى. بحلول الخريف، غادر العديد من البهائيين غرينفيل، وأصبح المجلس عاجزًا عن العمل دون اكتمال النصاب القانوني. جاء غريغوري إلى ساوث كارولينا في شتاء عامي 1944 و1945، وقام بجولة في المجتمعات البهائية، على الرغم من أن مجتمع غرينفيل ظل منقسمًا وغير مستقر.

#### التنمية بعد الحرب
بعد الذكرى المئوية للبهائية في عام 1944، حدد شوقي أفندي تاريخًا مستهدفًا آخر في عامي 1952-1953 للاحتفال بالذكرى المئوية للتجربة التأسيسية لبهاء الله والتي أدت في الوقت المناسب إلى تشكيل الدين البهائي نفسه.:p.286 جاءت الحرب العالمية الثانية مصحوبة بحالات مختلفة من النضال من أجل الحقوق المدنية في المجتمع الأوسع قبل:pp.251–6 وبعد الحرب مباشرة.:pp.268–278 شهدت حركة الحقوق المدنية في ولاية كارولينا الجنوبية ‏ توسعًا كبيرًا بعد الحرب، إلى جانب تغييرات اقتصادية هائلة مثل تغيير المحصول الأساسي من القطن إلى التبغ:pp.269–71 وسياسيا مثل الانتخابات ج. ستروم ثورموند.:pp.272 وعلى وجه الخصوص فيما يتعلق بالحقوق المدنية للأمريكيين من أصل أفريقي، بدأت القضايا في المحاكم في الظهور مثل قضية بريجز ضد إليوت ‏.:pp.316–324 بالنسبة للبهائيين، اعتبر شوقي أفندي الحرب وأسبابها وآثارها مرحلة أساسية في دمج البشرية "في كائن حي واحد".:p.279 انظر "الزنجي الجديد". أنتج البهائيون فيلمًا وثائقيًا عن هذا الموضوع الجنود غير المرئيين والأصوات غير المسموعة المنخفضة. على المستوى الوطني، أعطى البهائيون الأولوية للوصول إلى البلدان المتضررة في أوروبا والبهائية في آسيا من أجل المجتمعات البهائية المضطهدة:pp.286–88 بينما استمر العمل في أمريكا الجنوبية ومنطقة البحر الكاريبي وأضاف المراحل الأولية لإدخال الدين إلى أفريقيا بشكل أكثر منهجية.:p.280 وقد بلغ هذا ذروته في الحملة الصليبية التي استمرت لمدة عشر سنوات والتي بدأت بعد وفاة شوقي أفندي.:pp.325–327 على الرغم من أنه أكد في رسائله الأخيرة على عمل الوحدة العرقية والوصول إلى المجتمع الأمريكي الأفريقي في الجنوب الأمريكي.:pp.333–337
كان الهدف الوطني الأمريكي الأوسع هو التركيز على المجتمعات القريبة من السكان اللازمين لتشكيل الجمعيات.:p.289 شُكِّلت لجنة إقليمية لتنظيم ولايات كارولاينا الشمالية والجنوبية وجورجيا، وجعلت مدن كارولاينا الجنوبية الثلاث أهدافًا لها. التقى البهائيون من جميع أنحاء المنطقة في مدن بعضهم البعض وعلى جانبي حدود الولايات.:p.290 وبدأت تُعقد مؤتمرات إقليمية و"مدارس" في عطلات نهاية الأسبوع الطويلة، بمشاركة مئات المشاركين في بعض الأحيان، بمن فيهم أمريكيون من أصل أفريقي.:p.351
ومع ذلك، تدهورت صحة جريجوري وزوجته، وانتهت رحلاته إلى الجنوب، وقضى المزيد من الوقت في المساهمة في منطقة جرين إيكر، لكنه كتب رسائل إلى جهات اتصاله بما في ذلك ولاية كارولينا الجنوبية.:pp.298–300 توفي في 30 يوليو 1951، وتم تعيينه يدًا للقضية، وهو أعلى منصب شخصي في الدين متاح لأي شخص، من قبل شوقي أفندي، بعد وفاته، كما كانت ممارسته في ذلك الوقت.:pp.301–3 في الواقع، كان البهائيون الجدد في أوغندا يقيمون مراسم ذكرى وفاته.
لقد وصل البهائيون في كولومبيا بالفعل إلى وضع التجمع في البداية مع أغلبية من المتحولين السود المحليين.:p.291, 310 عُقدت اجتماعات منتظمة للمجتمع مثل عيد التسعة عشر يومًا ومراعاة الأعياد البهائية والمحادثات مع الرواد العائدين والزائرين حتى في منازل "الباحثين" عبر الأعراق وحصلت على بعض التغطية الصحفية.:p.292–4 بحلول عام 1950، كانت الأغلبية من الكولومبيين السود، وكان معظمهم ممن خدموا الدين لمدة عقد من الزمان.:p.295 ومع ذلك، كانت هناك حوادث تم فيها استدعاء الشرطة عندما تم عقد اجتماعات بين الأعراق المختلفة في بعض الأحيان، وتعرض أحد المنازل لهجوم من قبل جماعة كو كلوكس كلان.:p.297 بحلول عام 1953، انخفض المجتمع إلى ما دون حالة التجمع مرة أخرى حيث انتقل الرواد من المجتمع وذهبوا إلى واشنطن العاصمة وسويسرا ونيو أورليانز.:p.310–1 زارت يولاليا بارو بوب، شقيقة جو لويس، وألقت محاضرة أثرت بشكل كبير على الحضور ومن خلال العديد من المناقشات تحولت عائلة من المعمدانيين. ثم تحول بعض أصدقائهم. بحلول عام 1962، كانوا ينتخبون جمعية لمقاطعة كولومبيا وكذلك للمدينة.:p.344–347
ناضل مجتمع جرينفيل من أجل تشكيل نمط من النشاط لكل من البهائيين والمهتمين بالدين.:p.257 بالنسبة للاجتماعات العامة، جربت المجموعة الاجتماعات المنفصلة والمختلطة - تم فصل الاجتماعات في منازل بيدويل وويليامز حسب العرق مع ملاحظة الاختلافات في العنوان والأوقات. في عام 1947، التقت مجموعة من البهائيين، بمن فيهم الدبلوماسي السابق البارز علي كولي خان، مع رئيس البلدية آنذاك ج. كينيث كاس لمناقشة عقد اجتماعات عامة متكاملة، والتي اتضح أنها ممكنة فقط في قاعات مجلس المدينة، والتي بدأ البهائيون في استخدامها بعد ذلك، وتحدث خان في الاجتماع الأول.:pp.258 مرة أخرى، كان هناك مسافرون زائرون، لكن العدد الإجمالي للأعضاء انخفض إلى أربعة في عام 1952.:pp.295–6 ومع ذلك، فقد اكتسب المجتمع مزيدًا من الاعتراف من مجلس المدينة بأن الاجتماعات الدينية لا تحتاج إلى الفصل.:p.298 وفي عام 1956، اكتسب زوجين شابين جادين - ريتشارد وجوي بنسون - انتقلا إلى جرينفيل وتغلبا على عقبات مثل إدراجهما في القائمة السوداء للعمل، والمكالمات التهديدية في منزلهما عندما اتضح أنهما اختلطا اجتماعيًا بالأمريكيين من أصل أفريقي. وقد أعادا، إلى جانب رواد آخرين، انتخاب المجلس في عام 1957.:pp.340–3
استمر مجتمع شمال أوغوستا في العمل في بعض الأحيان على مستوى الجمعية.:p.309 ومع ذلك، امتد التطور إلى أبعد من ذلك في جميع أنحاء الولاية. كان هناك تواجد متقطع للبهائيين في تشارلستون إلى جانب مواقع أخرى - ألينديل، وبينيتسفيل، وكليمسون، وأورانجبورج، ووالتربورو، ويونيون.:p.309 وكان الدين واضحًا أيضًا في صحف فلورنسا في عام 1946، 1955، و1956.

## الستينيات والسبعينيات
أقيمت "مدرسة بهائية" إقليمية في عطلة نهاية الأسبوع الطويلة في فروغمور في عام 1960، وكان الطلب المتزايد بحلول ذلك الوقت سبباً في جعلها حدثًا يقام مرتين في السنة من عام 1960 إلى عام 1965.:p.352 في عام 1961، حضر سبعون بهائيًا إلى مدرسة مسجلة لـ 51 شخصًا أقيمت في مركز بن ‏ في جزيرة سانت هيلينا. وقد طُلب من يولاليا بوبو مرة أخرى أن تتحدث - هذه المرة إلى سكان الجزيرة هناك في عام 1962:p.354 وبمساعدة أحد الرواد انتخبت الجزيرة أول جمعية لها في عام 1963، وفي عام 1964 كانت الجمعية مكونة بالكامل من الأمريكيين الأفارقة.:pp.353–4 كان هذا على خلفية تطوير عمل الحقوق المدنية مثل فروع مؤتمر المساواة العرقية التابع للرابطة الوطنية للنهوض بالملونين والتي تضاعفت في جميع أنحاء ولاية كارولينا الجنوبية والنمو الشامل في الحركة نحو قانون الحقوق المدنية لعام 1964 وسعي هارفي جانت ‏ إلى الالتحاق بجامعة كليمسون.:pp.35–61
منذ عام 1959، كان معدل الأشخاص الذين ينضمون إلى الدين في جميع أنحاء الولاية ينمو بشكل واضح - 7 في 1959-1960، ثم 15، ثم 36 في 1961-1962.:p.353 بدأت الموسيقى ذات الموضوعات البهائية تنتشر في المنطقة.:p.353 ذكرت عدد من القصص الصحفية الدين في أوائل الستينيات:
- حضر أستاذ من جامعة لاندر  [لغات أخرى]‏ محاضرة لروحيه خانوم[45] ثم ألقى محاضرته الخاصة في وقت لاحق من ذلك العام.[46]
- زار البهائيون من ولاية كارولينا الشمالية مدينة غافني[47] ثم تبع ذلك بعد سنوات تغطية لحقيقة مفادها أن الدين سوف يتم تسليط الضوء عليه في حلقة من برنامج مصباح حتى قدمي  [لغات أخرى]‏ على شاشة التلفزيون.[48]
- تم إنشاء معبد البهائيين في جرينوود.[49]

كانت فلورنسا تنشر سلسلة من القصص الصحفية التي تغطي الأحداث في المجتمع. أقام أحد علماء البهائية في فلورنسا لعدة أيام حيث استخدم بعض أطباء العظام البهائيين الإعلانات أيضًا، وتبعهم العسكري السابق بول بيتيت والاحتفالات العامة بالأيام المقدسة البهائية. في نهاية المطاف تحول المزيد من السكان المحليين وتم انتخاب أول جمعية لمقاطعة فلورنسا في عام 1962.:p.350 استمر النشاط حتى عام 1963 عندما ظهرت صورة لعائلة يونغ كأطباء تقويم العمود الفقري ومساعدتهم السيدة فوكسورث، المعروفة بالبهائية. كان هذان البهائيان جوردان وأنيت يونج من فلورنسا قد قدما من ولاية آيوا وانتقلا إلى هناك في عام 1957 وطورا بيئة عمل متكاملة عنصريًا على الرغم من العقبات.:pp.348–9 في عام 1964 كان جميع أعضائها من السود.:pp.350–1
في عام 1961، حصلت جمعية جرينفيل على حق إجراء مراسم الزواج وتم دمجها في عام 1962. ثم بدأت في استضافة النزهات والاجتماعات بين الأعراق المختلفة، مع إقامة فعاليات يوم حقوق الإنسان ويوم الأمم المتحدة، بدءًا من أماكن غامضة في أواخر الخمسينيات من القرن العشرين، وصولًا إلى أماكن بارزة بحلول عام 1964.:p.363–5
على غرار الفرص التي أتيحت في عام 1944 للتجمع الدولي والوطني للبهائيين، حضر المؤتمر البهائي العالمي الأول بهائيون من ولاية كارولينا الجنوبية، حيث كان نطاق المجتمع مرة أخرى أكثر وضوحًا وتنشيطًا لأولئك الذين حضروا.:pp.313–316 برؤية كل هؤلاء الناس من خلفيات عرقية ودينية مختلفة، وجمال اجتماع هؤلاء الأشخاص المتنوعين لهدف واحد، أيقنتُ أن هذا يمكن أن يحدث في جميع أنحاء العالم. لم يقتصر الأمر على غرينفيل، كارولاينا الجنوبية؛ بل كان مجتمعًا عالميًا... كنتُ أعرف ذلك بالفعل، ولكن في المؤتمر العالمي رأيتُ ذلك.:p.315 وشهد هذا الحدث انتخاب بيت العدل الأعظم، الرئيس الجديد للدين منذ وفاة شوقي أفندي، لأول مرة.
تم ذكر الدين البهائي في طبعة أبريل 1965 من مجلة إيبوني في مقال بعنوان "البهائية: أسلوب حياة للملايين" والذي كان مراجعة واسعة النطاق للدين مع العديد من الصور والمواقع. وقد أدى ذلك أيضًا إلى توليد سبع رسائل تقدير من البهائيين أو المؤسسات البهائية إلى المحرر في عدد يونيو 1965. اعتنق المصور لاسي كروفورد وزوجته إيثيل هذا الدين وذهبا إلى وينزبورو بولاية كارولينا الجنوبية في عام 1968.:p.380
بين عامي 1966 و1969، انضمّ العديد من الأشخاص إلى هذه الديانة في تشارلستون، بمن فيهم اثنان من الشمال انضمّا إلى مؤتمر القيادة المسيحية الجنوبية وسُجنا. بعد إطلاق سراحهما، حضرا اجتماعًا بهائيًا وانضمّا إلى الديانة. تراوح عدد السكان على مستوى الولاية بين 100 و150 شخصًا.
على الصعيد الوطني، كان الدين ينمو أيضًا - من عام 1963 إلى عام 1968، زاد عدد أتباعه بمقدار الثلث ليصل إلى 18،000.:p.379 كان هناك تركيز على انتقال البهائيين إلى كارولاينا الجنوبية للعثور على بلدات صغيرة للانتقال إليها. وسرعان ما انتشرت الأخبار بأن انضمام الأفراد إلى الدين لم يقتصر على الأفراد، بل امتد إلى عائلات بأكملها وشبكات اجتماعية.:p.380

### النمو السريع
لم يكن نمو الدين في ولاية كارولينا الجنوبية عملية واحدة في مكان واحد - بل كانت له سوابق مختلفة في مواقع مختلفة - ولكنه كان وضعًا عامًا ينطبق على الولاية وكذلك في أماكن أخرى.:pp.377–8 كان أحد الجوانب المبكرة هو مؤتمر عقد عام 1969 في فروغمور وركز على قضايا التعليم الجماعي وتم تسمية العديد من المدن المستهدفة بالإضافة إلى مدن أخرى بشكل غير رسمي بما في ذلك ديلون. في مارس 1970 ذهب البهائيون إلى مؤتمر في بوفورت في أقصى جنوب الولاية وآخر في أبريل في كولومبيا. ركز هذا المؤتمر على المعلمين ومهنة التعليم بهدف الاحتفال بالسنة الدولية للتعليم التي أعلنتها الأمم المتحدة عام 1970. ومن بين المتحدثين في المؤتمر بنيامين بايتون، رئيس كلية بنديكت ‏، ودانيال جوردان من جامعة ماساتشوستس ومؤسسات أخرى بما في ذلك الجمعية الروحية الوطنية البهائية. وشمل المشاركون معلمين في المدارس العامة من المراكز والمؤسسات السكانية الأمريكية الأفريقية.
وكان السبب الآخر هو أن عائلة يونغ من فلورنسا ساعدت زوجين آخرين متخصصين في تقويم العمود الفقري، روجر وساني روف، في إنشاء عيادتهما في ديلون وتنسيقها مع عيادة أخرى، لي وجينيل في كولومبيا. اشترى آل يونغ خيمة إحياء قادرة على استيعاب 250 شخصًا واستضافوا اجتماعات في جميع أنحاء الولاية. في شتاء عام 1969، قررت العائلات الثلاث، بالتشاور مع لجنة إقليمية، استضافة اجتماع في ديلون ونشر الكلمة للمتطوعين للحضور خلال عطلات عيد الميلاد/الشتاء - حضر حوالي 200 شخص في ذروة النشاط. لقد كان نجاحًا هائلاً في ذلك الوقت - يتذكر يونج "في أحد الأيام الثلجية كان هناك أكثر من ألف مؤمن جديد". من ناحية أخرى، طُرد البهائيون من مدينة بيشوبفيل القريبة لمدة يومين. في اليوم الثالث، ذهبت المجموعة مباشرة إلى مركز الشرطة وتحدثت مع رئيس الشرطة لمدة ساعتين في يوم رأس السنة الجديدة عام 1970 حتى أعطاهم الموافقة على تواجدهم في المدينة. في ديلون، تم إلقاء البيض على اجتماعات البهائيين في المنازل. في عام 1971 عاد البهائيون من ديلون وغادرت مجموعة من أربعة عشر بهائيًا منطقة ديلون في يناير، وعادوا في أبريل وحتى مايو.
كان هناك عامل آخر وهو أن ألبرتا ويلي فورد، المعروفة فيما بعد باسم ألبرتا دياس، كانت تنتقل إلى ولاية كارولينا الجنوبية - حيث كانت رئيسة مجتمع تير هوت في إنديانا في ربيع عام 1969 وقررت الانتقال إلى آدامز ران، بولاية كارولينا الجنوبية، حيث ولدت، في أغسطس. وبعد فترة وجيزة من انتقالها إلى هناك بدأت في عقد اجتماعات ومؤتمرات إقليمية، حيث حدث في إحدى الأمسيات تحول 10 أشخاص إلى الدين في وقت واحد، وبحلول نهاية الأسبوع بلغ العدد الإجمالي 19 شخصًا في يناير 1970. وقد نُسب إلى ويليفورد في صحيفة واشنطن أفرو-أميركان في عام 1971 الفضل في بدء برنامج التحويل في عام 1969. وبحلول يناير/كانون الثاني 1970، كانت قد نقلت الرسالة البهائية إلى 28 من جيرانها؛ وبفضل جهود هؤلاء المتحولين الجدد، تم تجنيد 100 عضو إضافي في غضون ستة أشهر. قاد ويلي فورد سلسلة من الحافلات إلى معبد البهائيين في مارس 1971.
كانت الأخبار في عام 1971 أن العدد الوطني للبهائيين قد تضاعف - لاحظت مجلة القرن المسيحي أنه في "مؤتمر تعليمي لمدة شهر، في 13 مقاطعة مقره في ديلون بولاية ساوث كارولينا، انضم 9000 من المتحولين، معظمهم من السود، إلى الإيمان البهائي، مع توقيع مئات آخرين على بطاقات إعلان في جهود مماثلة في جميع أنحاء الجنوب". كما لاحظت جهود ويليفورد أيضًا. كانت الولاية التي تضم أكبر عدد من السكان البهائيين هي ولاية كارولينا الجنوبية.
في شهر نوفمبر، تغطي الصور والقصة خيام الأنشطة التي أقيمت حول منزل أحد المعالجين بالعمود الفقري ويمكن رؤية البهائيين من جميع أنحاء البلاد في إحدى الصحف المحلية والبرامج التي تصف تعاليم الدين أكثر وضوحًا في فبراير 1972 المنتشرة في جميع أنحاء الولاية. تتردد شائعات حول شدة موجة التحولات في لومبيرتون بولاية كارولينا الشمالية، حتى في عام 1975 - وفي الوقت نفسه، عقد مؤتمر على مستوى الولاية في كارولينا الجنوبية في فبراير 1973 وتم تقديم عرض عام للعام البهائي الجديد (نوروز بهائي) في فلورنسا القريبة. تم تغطية الدين البهائي في جامعة كارولينا الجنوبية في كولومبيا في صحيفة الطلاب ذا قيم كوك. تمت عملية الرقمنة من عام 1908 إلى عام 1988. يوجد حوالي 45 صفحة تذكر الدين (لا تشمل التكرارات التافهة). جميعها باستثناء واحدة بعد عام 1967 ولكن لا يذكر أي من المقالات انتشار الدين في ولاية كارولينا الجنوبية - هناك عدد قليل من الملفات الشخصية الأكبر للدين.

#### تحليلات التحويل
في تقدير لويس فينترز في الدكتوراه في التاريخ، فإن الدين قد وصل إلى مرحلة من الاستعداد للنمو من ناحية كونه مندمجًا في التوقعات الألفية للمسيحية و"سياسة روحية" من الشعوب المتكاملة جيدًا، ومن ناحية أخرى كونه مجتمعًا مقيدًا عدديًا غير قادر على التأثير على تغيير واسع النطاق أو لم يمر بأي فترة كبيرة من التوسع.:pp.377–8
وتشير ساندرا كاهن، الحائزة على درجة الدكتوراه في الدين، إلى التوازي بين المسيحيين الأوائل "الذين خرجوا لنشر "الأخبار السارة" دون اكتراث للخطر الشخصي، والمتحولين الأوائل [إلى الديانة البهائية] الذين حملوا الرسالة إلى قلوبهم باعتبارها تحقيقًا لأعز آمالهم... مما يوفر لمحة عن السيناريو الفعلي لتجربة التدريس/التحول الجماعي التي تشبه إلى حد كبير المسيحية المبكرة" على الرغم من أن "عددًا كبيرًا من المسيحيين الأصوليين الجنوبيين الذين يوجهون دينهم في المقام الأول إلى "عالم آخر"، يتحولون إلى دين ينكر المعتقدات الحرفية التي كانوا يؤمنون بها دائمًا، ويستبدلونها بتفسيرات رمزية متطورة في بيئة "هذا العالم". بمراجعة مجموعة صغيرة من المتحولين، وجدت خان أن "تغييرًا سلوكيًا ملموسًا يحدث. هذه تغييرات في عادات مثل القتال، وشرب الخمر، و"الحفلات"، واللعن، والمقامرة، والنميمة، والسلوك الجنسي غير المشروع.... أصبحت العلاقات الأسرية أكثر استقرارًا. وظهرت علاقات وزواجات مختلطة عرقيًا. وهناك ميل لزيادة التعليم، والعادات الغذائية، والممارسات الطبية. ويجد المتحول طرقًا لاستخدام مواهبه الخاصة للمساهمة في الدين ومساعدة الآخرين شخصيًا، بالإضافة إلى قبول المساعدة." وبإيجاد أوجه تشابه إضافية مع دراسة للتحول الجماعي في البوذية، وجدت أن "معظمهم فقراء، وأميون، وخلفهم قرون من القمع" على غرار المنبوذين في الهند، ويمثل مرحلة في الهروب من نظام القمع، باستخدام فهم شعبي لأفكار الدين بدلاً من الفهم الفكري. في حين أن العديد من الذين كانوا متحمسين في البداية للتحول ارتدوا، إلا أن أحداً في دراسة خان لم يتحول رسمياً إلى المسيحية مرة أخرى. وجدت أن الميل إلى التحول إلى الديانة البهائية يتجاوز الخيارات الأخرى لأولئك الذين درستهم - من ناحية، فقد ملأ الحاجة إلى نوع من الخلاص الشخصي على حساب "الدين المدني" في الأساطير الأمريكية لحقوق الإنسان ووثائقها "المقدسة" مثل إعلان الاستقلال، ومن ناحية أخرى كان أكثر جاذبية من حركة الحقوق المدنية مع وعاظها الكاريزماتيين ومثلها العليا لأنها كانت أقل شخصية وأكثر "إعادة صياغة للأسطورة القديمة لغرض العمل الاجتماعي". وجدت أن "الاثنين (التجربة المسيحية الجنوبية والدين البهائي) متوافقان من أجل لقاء مثمر. فهما متكاملان بمعنى ما. فالدين البهائي يقدم تفسيرات فلسفية، ونظرة عالمية أوسع، وإحساسًا بالتاريخ، وإحساسًا بوحدة العالم، وتفسيرات للكوارث والفساد، ويعطي عمومًا تجربة أوسع للهدف والمعنى تتناسب مع البيئة الثقافية الجديدة في الجنوب."
يواصل فينترز حديثه قائلاً إن الدين نجح في "النمو رغم كل الصعاب في بيئة معادية، وبرز كحركة متماسكة ذات فروع في عدة مدن وبلدات أصغر، وهيئة متنوعة بشكل غير عادي من الأعضاء. وأكثر من أي جماعة دينية أخرى في الولاية، جسد هذا الدين مثال "المجتمع المحبوب" الذي صاغه مارتن لوثر كينغ الابن كهدف أسمى لحركة الحقوق المدنية: الرؤية، المتجذرة في توقعات جيل الألفية المسيحية، لنظام سياسي روحاني يتميز بالعدالة والمحبة و"الترابط الكامل" بين جميع الناس.":pp.377–8 وقد تم إحراز التقدم "في منتصف العام الأول المؤلم من إلغاء الفصل العنصري الإلزامي في المدارس على مستوى الولاية في ولاية كارولينا الجنوبية، ومع تزايد خيبة الأمل من حركة الحقوق المدنية بين العديد من السود والبيض في جميع أنحاء البلاد، وهيمنة الخطابات المتنافسة حول قوة السود والمحافظة البيضاء على الخطاب السياسي الوطني، علّمت فرق البهائيين الشباب أن الله قد أرسل رسولًا جديدًا لتوحيد البشرية "العرق.":p.381 "بين عشية وضحاها تقريبًا، تحولت الديانة البهائية في ولاية كارولينا الجنوبية من مجتمع صغير في عدد قليل من المناطق إلى حركة جماهيرية تضم أعضاء في كل مقاطعة. في عام 1970، كان هناك ثمانية مجامع روحية محلية في ولاية كارولينا الجنوبية؛ وفي العام التالي، بعد مشروع الشتاء، أصبح هناك 108 مجامع، أي أكثر من أي ولاية أخرى في البلاد. بحلول منتصف عام 1972، أصبح نحو 20 ألف شخص - معظمهم من الأمريكيين الأفارقة، ولكن مئات الأمريكيين الأصليين والأمريكيين الأوروبيين أيضًا - بهائيين في ولاية كارولينا الجنوبية... [مع] أن ثلث المجتمع الوطني يقيم في ولاية كارولينا الجنوبية.:p.382 ومع ذلك، يتابع قائلًا: "إن أعدادهم القليلة حدّت بشدة من قدرة البهائيين في ولاية كارولينا الجنوبية وأماكن أخرى على تعزيز التحول الشامل للمجتمع المتوقع في كتبهم المقدسة، والذي كان قادة معاصرون مستنيرون مثل كينغ يدعون إليه بشكل متزايد.":p.378 "ومع ذلك، كان المعلمون على أرض الواقع في ولاية كارولينا الجنوبية يواجهون بالفعل صعوبات الحفاظ على هذا النمو السريع. مدعومين بسيل من رواد الداخل والمعلمين المتجولين—كثير منهم من الشباب والبهائيين الجدد أنفسهم— شرعوا في المهمة الصعبة المتمثلة في إنشاء هياكل وممارسات مجتمعية بهائية في عشرات المناطق المنتشرة في جميع أنحاء الولاية.":p.382

### ديزي غيليسبي

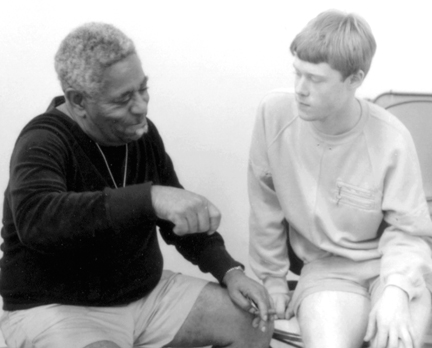

وُلِد جون بيركس "ديزي" جيليسبي في 21 أكتوبر 1917 في تشيراو، ساوث كارولينا، وتوفي في 6 يناير 1993. كان ديزي بهائيًا منذ عام 1970 تقريبًا، وكان أحد أشهر أتباع الديانات التي ساعدته على فهم مكانته في سلسلة من عازفي البوق بالإضافة إلى تحويل حياته من رجل مسلح بالسكاكين إلى مواطن عالمي، ومن الكحول إلى "قوة الروح"،  على حد تعبير المؤلف نات هينتوف، الذي عرف جيليسبي لمدة أربعين عامًا. تأثر تحول جيليسبي بشكل كبير بكتاب بيل سير اللص في الليل. تحدث جيليسبي عن الدين البهائي بشكل متكرر في رحلاته إلى الخارج.

### معهد لويس جريجوري/دبليو إل جي آي
تشير أطروحة فينتر إلى أنه "في مقاطعة جورج تاون بالقرب من همنغواي، باع زوجان أبيضان، كانا قسيسين سابقين في الكنيسة الخمسينية، قادا معظم رعيتهم إلى الإيمان، قطعة كبيرة من أرض العائلة إلى الجمعية الروحية الوطنية لإنشاء مثل هذه المنشأة. افتُتح معهد لويس ج. غريغوري البهائي في أكتوبر/تشرين الأول عام 1972، وسُمي على اسم أبرز أبناء حركة كارولينا الجنوبية، وأصبح مركزًا للنشاط في الولاية والمنطقة...":p.384
في خريف عام 1972، خصصت الجمعية الوطنية معهد لويس جريجوري (LGI). توفي البهائي المحلي ويلارد براون في نوفمبر 1972 أيضًا. استمرت برامج تحديد الدين في ديسمبر 1972 وحتى عام 1973، واحتفلت بالذكرى السنوية العاشرة لها في عام 1983. أُطلقت حملة في منتصف ثمانينيات القرن العشرين، بدعم من مجلس المستشارين القاري، "... أسفرت عن تسجيل نحو 2500 طالب جديد، واستقرار رواد جدد من الداخل في عدة مناطق، والاستخدام الأولي لمنهج مبتكر—طوره البهائيون في كولومبيا (دولة تقع في أمريكا الجنوبية) ويُستخدم بشكل متزايد في جميع أنحاء أمريكا اللاتينية - لتدريب المؤمنين الجدد كمعلمين. وارتفع عدد الجمعيات الروحية المحلية في الولاية إلى نحو 275 جمعية.":p.385 وفي أعقاب هذه الحملة لجمع التبرعات، أنشأ معهد لويس جريجوري محطة إذاعية. تم جلب الخبرة في إنشاء محطات إذاعة البهائية في العديد من أمريكا اللاتينية في أواخر السبعينيات والثمانينيات للمساعدة في إنشاء دبليو إل جي آي في همنغواي. وبعد ذلك أحضر ديزي جيليسبي فرقته الموسيقية للعب في المنطقة في عام 1986.:p.385
في أواخر ثمانينيات القرن العشرين، واصل البهائيون في الولاية إطلاق مبادرات لنمو الدين، وجعلوا الأخبار أحيانًا تتجاوز تفاصيل معهد لويس جريجوري:
- وعد السلام العالمي هو أحد أمثلة جهود الدين[107]
- المشاركة في المؤتمر البهائي العالمي الثاني[108]

## الحضور الحديث
في تسعينيات القرن العشرين، أعلن بيت العدل الأعظم، الرئيس الحالي للدين، عن جهود استمرت لعقود من الزمن لتطوير الموارد البشرية والقدرات المؤسسية لدعم النمو في جميع أنحاء العالم.:p.386–7 تم البدء في تفعيل الشباب وتنظيمهم على مستوى المجموعة وبرامج التدريب وتوسيع نطاقها مع توفر الموارد والتوجيه.:p.388–9 "بحلول عامي 2008 و2009، عاد نمو العضوية في البلاد ككل إلى المستوى الذي كان عليه في منتصف الثمانينيات.":p.390 يصنف تقسيم السكان البهائيين على مستوى البلاد في كل مقاطعة بعض المقاطعات في ولاية كارولينا الجنوبية على أنها من بين أعلى المقاطعات في البلاد (مع وجود عدد قليل في جورجيا وجنوب داكوتا أيضًا جدير بالملاحظة): ماريون بنسبة 10%، ويليامزبيرج بنسبة 7.2%، وديلون بنحو 6.3% في عام 2010، على الرغم من أن منطقة مقاطعة كوليتون حيث كانت مستويات النشاط مرتفعة، كانت أقل من الثلث وأقرب إلى المتوسط على مستوى الولاية. إن حقيقة أن البهائيين يشكلون ثاني أكبر نسبة من المتدينين في ولاية كارولينا الجنوبية بأكملها قد تصدرت الأخبار في عام 2014 حتى أن أحد المتشككين المقنعين - مارك سيلك ‏، والملحد المعلن هيرب سيلفرمان، الزعيم المؤسس للتحالف العلماني من أجل أمريكا ‏، اغتنم الفرصة من الأخبار للتحقق من البهائيين المحليين في تشارلستون - وكان راضيًا. تم تغطية الحدث بواسطة أخبار دبليو إم بي إف في شرق كارولينا الجنوبية في فبراير 2016. وبناءً على بيانات من عام 2010، كان البهائيون أكبر ديانة أقلية في 80 مقاطعة من أصل 3143 مقاطعة في البلاد، بما في ذلك عدد قليل من مقاطعات ولاية كارولينا الجنوبية: أندرسون، وهوري، وويليامزبورج.
يدير البهائيون متحفًا عن لويس جريجوري.

### أبرز البهائيين في ولاية كارولينا الجنوبية
بالإضافة إلى لويس جريجوري وديزي جيليسبي، كان عدد من البهائيين في ولاية كارولينا الجنوبية في الأخبار أو بارزين بطريقة أخرى:
- سوزان أودي هي مذيعة أخبار تلفزيونية أمريكية متقاعدة في كولومبيا، بولاية كارولينا الجنوبية، وكانت تعمل طوال حياتها المهنية من على كرسي متحرك.
- لقد تصدرت أنيسا كينتز عناوين الأخبار عندما كانت طفلة أكثر من مرة،[123] وفازت بجائزة الروح المجتمعية من مؤسسة الحصيفة  [لغات أخرى]‏ في عام 1996.[124] ثم اشتهرت كينتز على نطاق أوسع من خلال مؤتمر Calling All Colors،[125][126][127] والذي اشتهرت به في جوائز "اتخذ إجراء" التي تمنحها مجلة رياكت في عام 1997،[128] كما ظهرت في حلقة خاصة على قناة أوديسي  [لغات أخرى]‏ تتناول أيضًا قضية دان سيلز  [لغات أخرى]‏ العنصرية،[129] وفازت بجائزة نقاط الضوء.[130] حصلت على بطاقة Discover Card الفضية "منحة تكريمية".[131]
- كان جاك إي. ماكانتس من تكساس وكان وزيرًا سابقًا اعتنق الدين.[132] كان رائدًا في استكشاف غوام ق. 1973، [132] وانتقل إلى ولاية كارولينا الجنوبية للعمل كمدير لمركز بيكمان لخدمات الصحة العقلية في جرينوود.[133] خدم في الجمعية الوطنية للبهائيين في الولايات المتحدة ق. 2000،[134] وكان مرئيًا في الأخبار المحلية كبهائي.[135][136]
- كان رونالد ماكنير فيزيائيًا ورائد فضاء في وكالة ناسا. توفي ماكنير أثناء إطلاق مكوك الفضاء تشالنجر في مهمة STS-51-L.[25]
- فاز لويس فينترز من جامعة فرانسيس ماريون  [لغات أخرى]‏، الذي كتب رسالة دكتوراه عن الدين في الولاية، بجائزة[137] وتم استشارته من قبل وسائل الإعلام فيما يتعلق بأخبار الدين في الولاية.[138]
- محيي الدين موي  [لغات أخرى]‏ (1985 - 6 فبراير 2018) المعروف أيضًا باسم محيي الدين دبها كان ناشطًا بارزًا في حركة حياة السود مهمة، والمعروف على المستوى الوطني بعبوره خط الشريط الأصفر للشرطة لانتزاع علم معركة الكونفدرالية من أحد المتظاهرين على الهواء مباشرة في تشارلستون، ساوث كارولينا، في فبراير 2017.[139][140]

## الملاحظات
1. ↑    - Bowers، Paul (18 يونيو 2014). "How a 19th-century Persian faith became the second-most common religion in our state - Why So Many Baháʼí?". Charleston City Paper. Charleston, SC. مؤرشف من الأصل في 2019-07-17. اطلع عليه بتاريخ 2015-03-19.
  - Hawes، Jennifer Berry (21 يونيو 2014). "How the Baha'i Faith became South Carolina's second-largest religion". The Post and Courier. Charleston, SC. مؤرشف من الأصل في 2016-05-04. اطلع عليه بتاريخ 2015-03-19.
  - Weeks، Linton (22 يونيو 2014). "The Runner-Up Religions Of America". The Protojournalist. National Public Radio. مؤرشف من الأصل في 2015-05-04. اطلع عليه بتاريخ 2015-03-19.
  - "South Carolina, Religious Traditions, 2010". State Membership Report. ARDA. مؤرشف من الأصل في 2021-10-23. اطلع عليه بتاريخ 2015-03-19.

## الاستشهادات
1. 1 2 3 4  Stockman 2002.
2. ↑  Free Military School for Applicants for Commands of Colored Troops, No. 1210 Chestnut Street, Philadelphia. King & Baird, Printers. 1864. ص. 43.
3. ↑  "Officers for colored troops". Dollar Newspaper. Philadelphia, PA. 13 أبريل 1864. ص. 2.
4. ↑    - Harry Bradshaw Matthews (2008). African American Freedom Journey in New York and Related Sites, 1823-1870: Freedom Knows No Color. Africana Homestead Legacy Pb. ص. 320. ISBN:978-0-9799537-4-3. مؤرشف من الأصل في 2024-12-25.
  - Military Order of the Loyal Legion of the United States. Commandery of the State of Massachusetts (1906). Register of the Military order of the loyal legion of the United States. Pub. under the auspices of the commandery of the state of Massachusetts. ص. 52.
5. ↑  "Battle Unit Details, United States Colored Troops 104th Regiment, United States Colored Infantry". National Park Service, US Department of the Interior. مؤرشف من الأصل في 2024-12-25. اطلع عليه بتاريخ 2017-09-11.
6. ↑    - United States Congressional serial set. 1912. ص. 219–20. مؤرشف من الأصل في 2023-05-17.
  - The law referenced in that cited is here: "United States Supreme Court; U S v. SWEET, (1903), No. 236". findlaw.com. 27 أبريل 1903. مؤرشف من الأصل في 2023-03-27. اطلع عليه بتاريخ 2017-09-11.
7. 1 2 3  Morrison، Gayle (2009). "Gregory, Louis George (1874-1951)". Baháʼí Encyclopedia Project. Evanston, IL: National Spiritual Assembly of the Baháʼís of the United States. مؤرشف من الأصل في 2017-04-08.
8. ↑  "Bab - A curious history". The Daily Phoenix. Columbia, South Carolina. 16 يونيو 1865. ص. 1. مؤرشف من الأصل في 2018-02-07. اطلع عليه بتاريخ 2015-03-09.
9. 1 2 3 4  Momen 1981.
10. ↑  "American Oriental Society". The Literary World. ج. 8 ع. 228: 470. 14 يونيو 1851. بروكويست 90101699. {{استشهاد بدورية محكمة}}: templatestyles stripmarker في |المعرف= في مكان 1 (مساعدة)(الاشتراك مطلوب)
11. ↑  Austin H. Wright (26 يونيو 1851). دانيال بيرس تومسون (المحرر). "A New Prophet" (PDF). Green Mountain Freeman. Montpelier Vermont. ص. 1. مؤرشف من الأصل (PDF) في 2017-05-06. اطلع عليه بتاريخ 2015-03-12.
12. ↑  Stephen L. Dyson (13 أبريل 2005). "Lucy Wright Mitchell, 1845-1888" (PDF). Classics Department, University of Buffalo. مؤرشف من الأصل (PDF) في 2022-12-31. اطلع عليه بتاريخ 2015-03-11.
13. ↑  Justin Perkins (8 فبراير 1965). "The beloved physician - a sermon occasioned by the death of the Rev Austin H. Wright, M. D." Oroomiah, Persia: NIH. مؤرشف من الأصل في 2015-04-02. اطلع عليه بتاريخ 2015-03-12.
14. ↑  "Sherman sacks Columbia, South Carolina". This day in history. A&E Television Networks. 2015. مؤرشف من الأصل في 2025-03-11. اطلع عليه بتاريخ 2015-03-12.
15. ↑  "About The daily phoenix. (Columbia, S.C.) 1865-1878". Chronicling America. Library of Congress of the United States. مؤرشف من الأصل في 2025-04-05. اطلع عليه بتاريخ 2015-03-11.
16. ↑  "Mr. Louis George Gregory House #49". DC Baháʼí Tour 2012. 2012. مؤرشف من الأصل في 2014-05-22. اطلع عليه بتاريخ 2014-05-21.
17. ↑  "Law Class to Graduate; Arrangements being Completed for Howard University Commencement" (PDF). The Washington Times. 22 مايو 1902. ص. 8 second column top. مؤرشف من الأصل (PDF) في 2012-10-26. اطلع عليه بتاريخ 2014-05-17.
18. ↑  "Young Lawyers to Make Debut; Seventy-four will be admitted to practice before Supreme Court on Next Tuesday" (PDF). The Washington Times. 4 أكتوبر 1902. ص. 8 5th column top. مؤرشف من الأصل (PDF) في 2017-03-22. اطلع عليه بتاريخ 2014-05-17.
19. ↑  J. Clay Smith, Jr. (1 يناير 1999). Emancipation: The Making of the Black Lawyer, 1844-1944. University of Pennsylvania Press. ص. 133, 136. ISBN:0-8122-1685-7. مؤرشف من الأصل في 2023-05-01.
20. ↑  "The Wizard Banqueted; Washington's Representative Citizens Greet the Taskegeean at the Festive Board…". The Colored American. 26 مارس 1904. ص. 12–13 (listed on page 13, 1st column towards bottom). مؤرشف من الأصل في 2025-02-12. اطلع عليه بتاريخ 2014-05-17.
21. ↑  "Doings of Clubs in the District; Howard Alumni Officers" (PDF). The Washington Times. 21 أكتوبر 1906. ص. 5, 7th column near top. مؤرشف من الأصل (PDF) في 2017-05-30. اطلع عليه بتاريخ 2014-05-17.
22. ↑  "Bethel Literary and Historical Association; Officers" (PDF). The Washington Bee. 21 ديسمبر 1907. ص. 4, 3rd column middle. مؤرشف من الأصل (PDF) في 2017-03-05. اطلع عليه بتاريخ 2014-05-17.
23. ↑  "No Negro Wanted" (PDF). The Washington Bee. 9 مارس 1907. ص. 5, 5th column top. مؤرشف من الأصل (PDF) في 2017-03-11. اطلع عليه بتاريخ 2014-05-17.
24. 1 2 3 4  Morrison، Gayle (1982). To move the world: Louis G. Gregory and the advancement of racial unity in America. Wilmette, Ill: Baháʼí Publishing Trust. ISBN:0-87743-188-4. مؤرشف من الأصل في 2023-09-19.
25. 1 2 3 4 5 6 7 8 9 10 11 12 13 14 15 16 17 18 19 20 21 22 23 24 25 26 27 28 29 30 31 32 33 34 35 36 37 38 39 40 41 42 43 44 45 46 47 48 49 50 51 52 53 54 55 56 57 58 59 60 61 62 63 64 65 66 67 68 69 70 71 72 73 74 75 76 77 78 79 80 81 82 83 84 85 86 87 88 89 90 91 92 93 94 95 96 97 98 99 100 101 102 103 104 105 106 107 108 109 110 111 112 113 114 115 116 117 118 119 120 121 122 123 124 125 126 127 128 129 130 131 132 133 134 135 136 137 138 139 140 141 142 143 144 145 146 147 148 149 150  Venters، Louis E. III (2010). Most great reconstruction: The Baha'i Faith in Jim Crow South Carolina, 1898-1965 (Thesis). Colleges of Arts and Sciences University of South Carolina. ISBN:978-1-243-74175-2. UMI Number: 3402846. مؤرشف من الأصل في 2025-03-29.
26. ↑  "The Bab". The Manning Times. Manning, South Carolina. 10 فبراير 1909. ص. 3. مؤرشف من الأصل في 2016-03-04. اطلع عليه بتاريخ 2015-03-09.
27. ↑  "The Week in Society; Bethel Literary" (PDF). The Washington Bee. 6 نوفمبر 1909. ص. 5, 2nd column bottom and third column top. مؤرشف من الأصل (PDF) في 2017-05-07. اطلع عليه بتاريخ 2014-05-17.
28. ↑  William Lewis Burke؛ Belinda Gergel (يناير 2004). Matthew J. Perry: The Man, His Times, and His Legacy. University of South Carolina Press. ص. 22, 41. ISBN:978-1-57003-534-0. مؤرشف من الأصل في 2023-09-19.
29. ↑  "(advert) Alonzo E. Twine" (PDF). The Afro-American citizen. Charleston, S.C. 17 يناير 1900. ص. 2. مؤرشف من الأصل (PDF) في 2017-04-29. اطلع عليه بتاريخ 2014-03-09.
30. ↑  South Carolina. Supreme Court؛ James Sanders Guignard Richardson؛ Robert Wallace Shand؛ Cyprian Melanchthon Efird؛ William Hay Townsend؛ Duncan C. Ray؛ William Munro Shand (1911). Reports of Cases Heard and Determined by the Supreme Court of South Carolina. R.L. Bryan Company. ص. 209. مؤرشف من الأصل في 2023-09-19.
31. ↑  "White and Black Lawyers fight" (PDF). The Bamberg Herald. Bamberg, S.C. 16 يوليو 1903. ص. 1. مؤرشف من الأصل (PDF) في 2015-04-02. اطلع عليه بتاريخ 2014-03-09.
32. ↑  Louis Venters (24 أكتوبر 2014). "How a Good Man Battled Racism and Died for It…And Why We Have to Keep Fighting a Hundred Years Later". مؤرشف من الأصل في 2023-09-19. اطلع عليه بتاريخ 2015-03-09.
33. ↑  Jennifer Berry Hawes (22 يونيو 2014). "How the Baha'i Faith became South Carolina's second-largest religion". The Post and Courier. Charleston, SC. مؤرشف من الأصل في 2016-05-04. اطلع عليه بتاريخ 2014-03-09.
34. 1 2  Rev. I. E. Lowery (19 فبراير 1921). "Rev. I. E. Lowery's Column" (PDF). The Southern indicator. Columbia, S.C. ص. 6. مؤرشف من الأصل (PDF) في 2016-03-04. اطلع عليه بتاريخ 2015-03-10.
35. ↑  "Bahai congress in session". Greenwood Daily Journal. Greenwood, South Carolina. 19 أبريل 1915. ص. 1. مؤرشف من الأصل في 2015-04-02. اطلع عليه بتاريخ 2015-03-15.
36. ↑    - "Gave new idea to world". Edgefield Advertiser. Edgefield, South Carolina. 8 سبتمبر 1920. ص. 3. مؤرشف من الأصل في 2016-03-07. اطلع عليه بتاريخ 2015-03-09.
  - "Followers of Bahai movement will pay tribute to leader". The Index-Journal. Greenwood, South Carolina. 7 يناير 1922. ص. 6. مؤرشف من الأصل في 2015-04-02. اطلع عليه بتاريخ 2015-03-09.
  - "A new education (Review of Revies)". The Gaffney Ledger. Gaffney, South Carolina. 2 يونيو 1928. ص. 2. مؤرشف من الأصل في 2016-03-04. اطلع عليه بتاريخ 2015-03-09.

"Sticks to Swedenborg". The Index-Journal. Greenwood, South Carolina. 11 ديسمبر 1929. ص. 8. مؤرشف من الأصل في 2015-04-02. اطلع عليه بتاريخ 2015-03-09.
  - "Baha'i New Year". The Index-Journal. Greenwood, South Carolina. 23 مارس 1932. ص. 11. مؤرشف من الأصل في 2016-03-06. اطلع عليه بتاريخ 2015-03-09.
  - "Work on Temple". Florence Morning News. Florence, South Carolina. 14 سبتمبر 1946. ص. 8. مؤرشف من الأصل في 2015-04-02. اطلع عليه بتاريخ 2015-03-09.
37. ↑  Rev. Irving E. Lowery, b. 1850 (1999) [1911]. "Life on the Old Plantation in Ante-Bellum Days -OR- A Story Based on Facts: Electronic Edition". Documenting the American South. Academic Affairs Library, University of North Carolina at Chapel Hill. مؤرشف من الأصل في 2025-03-14. اطلع عليه بتاريخ 2015-03-10.{{استشهاد ويب}}:  صيانة الاستشهاد: أسماء عددية: قائمة المؤلفين (link)
38. 1 2  Christopher Buck (ديسمبر 2012). "The Interracial "Baha'i Movement" and the Black Intelligentsia: The Case of W. E. B. Du Bois" (PDF). Journal of Religious History. ج. 36 ع. 4: 542–562. DOI:10.1111/j.1467-9809.2012.01230.x. مؤرشف من الأصل (PDF) في 2022-06-20. اطلع عليه بتاريخ 2015-03-10.
39. ↑  William H Smith, Ellen Ternes (2000). The Invisible Soldiers Unheard Voices Low (Television Documentary) (ط. Sponsor's). ComTel Productions. مؤرشف من الأصل في 2023-09-19.
40. ↑  "United States, Africa Committee News". Baháʼí News ع. 252: 14. فبراير 1952. مؤرشف من الأصل في 2023-09-19.
41. ↑    - "Work on Temple". Florence Morning News. Florence, South Carolina. 14 سبتمبر 1946. ص. 8. مؤرشف من الأصل في 2015-04-02. اطلع عليه بتاريخ 2015-03-09.
42. ↑  "Religious Intolerance". Florence Morning News. Florence, South Carolina. 25 سبتمبر 1955. ص. 4. مؤرشف من الأصل في 2015-04-02. اطلع عليه بتاريخ 2015-03-15.
43. ↑  George Cornell (20 أبريل 1956). "Bahai stresses worship of one God by all men". Florence Morning News. Florence, South Carolina. ص. 18. مؤرشف من الأصل في 2015-04-02. اطلع عليه بتاريخ 2015-03-15.
44. ↑  Jordan، Francis Harold (1991). Across the bridge: Penn School and Penn Center (Thesis). Colleges of Education, University of South Carolina. ص. 160–1, 229–230. UMI Number: 9214946.
45. ↑  "To Atlanta". The Index-Journal. Greenwood, South Carolina. 9 مايو 1960. ص. 5. مؤرشف من الأصل في 2016-03-06. اطلع عليه بتاريخ 2015-03-09.
46. ↑  "Professor to speak". The Index-Journal. Greenwood, South Carolina. 8 نوفمبر 1960. ص. 10. مؤرشف من الأصل في 2016-03-04. اطلع عليه بتاريخ 2015-03-09.
47. ↑  "N.C. visitor". The Gaffney Ledger. Gaffney, South Carolina. 28 فبراير 1961. ص. 4. مؤرشف من الأصل في 2016-03-04. اطلع عليه بتاريخ 2015-03-09.
48. ↑  "Youngest religion to be highlighted". The Gaffney Ledger. Gaffney, South Carolina. 15 أغسطس 1966. ص. 7. مؤرشف من الأصل في 2016-03-04. اطلع عليه بتاريخ 2015-03-15.
49. ↑  "Baha'i Temple". The Index-Journal. Greenwood, South Carolina. 22 يوليو 1961. ص. 3. مؤرشف من الأصل في 2015-04-02. اطلع عليه بتاريخ 2015-03-09.
50. ↑  "Speech therapist scheduled to make lectures in Florence". Florence Morning News. Florence, South Carolina. 14 يوليو 1962. ص. 5. مؤرشف من الأصل في 2015-04-02. اطلع عليه بتاريخ 2015-03-09.
51. ↑    - "(Advert) "Oh rich ones on earth!…"". Florence Morning News. Florence, South Carolina. 14 أكتوبر 1962. ص. 2. مؤرشف من الأصل في 2016-03-04. اطلع عليه بتاريخ 2015-03-09.
  - "(Advert) "Baha'i Temple, Wilmette, Ill"". Florence Morning News. Florence, South Carolina. 11 أغسطس 1963. ص. 2. مؤرشف من الأصل في 2015-04-02. اطلع عليه بتاريخ 2015-03-09.
52. ↑  "Baha'i units to hear Pettit Friday night". Florence Morning News. Florence, South Carolina. 18 يوليو 1962. ص. 5. مؤرشف من الأصل في 2016-03-04. اطلع عليه بتاريخ 2015-03-09.
53. ↑  "Baha'is join in prayer Billy Graham answers". Florence Morning News. Florence, South Carolina. 10 نوفمبر 1962. ص. 3. مؤرشف من الأصل في 2016-03-04. اطلع عليه بتاريخ 2015-03-09.
54. ↑  "Baha'i World Faith slates celebration". Florence Morning News. Florence, South Carolina. 7 يوليو 1962. ص. 3. مؤرشف من الأصل في 2016-03-06. اطلع عليه بتاريخ 2015-03-09.
55. ↑    - Hewett، Linda (13 يناير 1963). "We working women: Chiropractic job never routine". Florence Morning News. Florence, South Carolina. ص. 17. مؤرشف من الأصل في 2016-03-04. اطلع عليه بتاريخ 2015-03-09.
  - "Baha'i Temple, Wilmette, Ill". Florence Morning News. Florence, South Carolina. 11 أغسطس 1963. ص. 2. مؤرشف من الأصل في 2015-04-02.
56. ↑  Kahn 1977، صفحة 243-4.
57. ↑  BAHÁ'Í: A way of life for millions, Ebony, ISSN 0012-9011, Vol. 20, No. 6, April 1965, p. 48–52, 55-56. نسخة محفوظة 2023-09-19 على موقع واي باك مشين.
58. ↑  Letters to the editor; Baha'i, Ebony, ISSN 0012-9011, Vol. 20, No. 8, June 1965, p. 13–14. نسخة محفوظة 2023-09-19 على موقع واي باك مشين.
59. 1 2  Kahn 1977، صفحة 244.
60. ↑  Kahn 1977، صفحة 248.
61. ↑  "Baha'is set to observe New Year". The Portsmouth Herald. Portsmouth, New Hampshire. 20 مارس 1970. ص. 15. مؤرشف من الأصل في 2016-03-05. اطلع عليه بتاريخ 2015-03-09.
62. ↑  "Regional Education Conference to Stress 'New needs of Man'". The Index-Journal. Greenwood, South Carolina. 10 أبريل 1970. ص. 7. مؤرشف من الأصل في 2015-04-02. اطلع عليه بتاريخ 2015-03-09.
63. ↑  Kahn 1977، صفحة 249.
64. ↑  Robert H. Stockman (21 نوفمبر 2012). The Baha'i Faith: A Guide For The Perplexed. Bloomsbury Publishing. ص. 167–169, 184. ISBN:978-1-4411-0447-2. مؤرشف من الأصل في 2023-09-19.
65. 1 2  Kahn 1977، صفحة 250.
66. ↑  Kahn 1977، صفحة 252.
67. ↑  "Key West won at last". Baháʼí News. ع. 478. يناير 1971. ص. 10. مؤرشف من الأصل في 2023-09-19. اطلع عليه بتاريخ 2015-03-09.
68. ↑  "Baha'i meeting scheduled". Delaware County Daily Times. Chester, Pennsylvania. 10 أبريل 1971. ص. 2. مؤرشف من الأصل في 2016-03-04. اطلع عليه بتاريخ 2015-03-09.
69. ↑  "South Carolina: Charlotte to Dillon". Baháʼí News. ع. 482. مايو 1971. ص. 9. مؤرشف من الأصل في 2023-09-19. اطلع عليه بتاريخ 2015-03-09.
70. ↑  Alerta Deas (21 يونيو 2016). Alberta Deas - Dedicated Services to the Cause of God (Video). South Carolina: BahaiNationalCenter. مؤرشف من الأصل في 2023-09-19.
71. ↑  "Baha'i new year's program Mar 21". The Terre Haute Tribune. Terre Haute, Indiana. 16 مارس 1969. ص. 28. مؤرشف من الأصل في 2015-04-02. اطلع عليه بتاريخ 2015-03-09.
72. ↑  "Seven Baha'is attend national convention". The Terre Haute Tribune. Terre Haute, Indiana. 28 أبريل 1969. ص. 8. مؤرشف من الأصل في 2016-03-07. اطلع عليه بتاريخ 2015-03-09.
73. ↑  Kahn 1977، صفحة 246.
74. ↑  "Church work may draw visitors". Washington Afro-American. Washington D.C. 16 مارس 1971. ص. 11. مؤرشف من الأصل في 2023-09-19. اطلع عليه بتاريخ 2015-03-09.
75. ↑    - "Baha'is racial equality". Chicago Daily Defender (Daily Edition). [Chicago, Ill. 2 مارس 1971. ص. 13.
  - Cherokee، Charlie (3 مارس 1971). "Charlie Cherokee Says". Chicago Daily Defender (Daily Edition). Chicago, Ill. ص. 5.
76. 1 2    - "Baha'i". The Kokomo Tribune. Kokomo, Indiana. 4 أبريل 1971. ص. 5. مؤرشف من الأصل في 2018-06-12. اطلع عليه بتاريخ 2015-03-17.
  - "Baha'i Faith Makes Gains Among Blacks". The Christian Century. ج. 88 ع. 12: 368. 24 مارس 1971. ISSN:0009-5281. مؤرشف من الأصل في 2024-08-06. اطلع عليه بتاريخ 2015-03-17.
77. 1 2  Mike McMullen؛ Michael McMullen (27 نوفمبر 2015). The Baháʼís of America: The Growth of a Religious Movement. NYU Press. ص. 153, 193. ISBN:978-1-4798-5152-2. مؤرشف من الأصل في 2023-09-29.
78. ↑  "Goldsboro Teaching/Deepening Campaign". Baháʼí News. ع. 488. نوفمبر 1971. ص. 11–12. مؤرشف من الأصل في 2023-09-19. اطلع عليه بتاريخ 2015-03-09.
79. ↑  "Baha'i group presents program". The Index-Journal. Greenwood, South Carolina. 17 فبراير 1972. ص. 15. مؤرشف من الأصل في 2016-03-04. اطلع عليه بتاريخ 2015-03-09.
80. ↑    - "What's the buzz? Baha'i beliefs". The Index-Journal. Greenwood, South Carolina. 19 فبراير 1972. ص. 4. مؤرشف من الأصل في 2015-04-02. اطلع عليه بتاريخ 2015-03-09.
  - "Baha'i Faith". The Gaffney Ledger. Gaffney, South Carolina. 28 فبراير 1972. ص. 1. مؤرشف من الأصل في 2016-03-05. اطلع عليه بتاريخ 2015-03-09.
  - "Baha'i group plans race unity Sunday". Florence Morning News. Florence, South Carolina. 10 يونيو 1972. ص. 5. مؤرشف من الأصل في 2016-03-04. اطلع عليه بتاريخ 2015-03-09.
81. ↑  "Unfamiliar Doctrine". The Robesonian. Lumberton, North Carolina. 21 ديسمبر 1975. ص. 13. مؤرشف من الأصل في 2016-03-06. اطلع عليه بتاريخ 2015-03-17.
82. ↑  "Baha'i Faith sets statewide conference". Florence Morning News. Florence, South Carolina. 3 فبراير 1973. ص. 5. مؤرشف من الأصل في 2016-03-04.
83. ↑  "Baha'i Faith to celebrate New Year". Florence Morning News. Florence, South Carolina. 17 مارس 1973. ص. 8. مؤرشف من الأصل في 2016-03-04.
84. ↑  "About this site". The Gamecock. South Caroliniana Library, University Libraries Digital Collections, and Student Media. 2015. مؤرشف من الأصل في 2015-03-23. اطلع عليه بتاريخ 2015-03-22.
85. ↑  "Search of "bahai"". The Gamecock. مارس 2015. مؤرشف من الأصل في 2015-04-02. اطلع عليه بتاريخ 2015-03-23.
86. ↑  Aaron Medlock (19 فبراير 1973). "Baha'is prepare for calamity, plan to ease world disaster" (PDF). The Gamecock. Columbia, South Carolina. ص. 3. مؤرشف من الأصل (PDF) في 2015-04-02. اطلع عليه بتاريخ 2015-03-22.
87. ↑    - Tom Shealey (2 سبتمبر 1976). "Seals & Crofts (continues…)" (PDF). The Gamecock. Columbia, South Carolina. ص. 10B. مؤرشف من الأصل (PDF) في 2015-04-02. اطلع عليه بتاريخ 2015-03-22.
  - Tom Shealey (2 سبتمبر 1976). "(continued) Seals & Crofts" (PDF). The Gamecock. Columbia, South Carolina. ص. 12B. مؤرشف من الأصل (PDF) في 2015-09-24. اطلع عليه بتاريخ 2015-03-22.
88. ↑  Kahn 1977، صفحة 423.
89. ↑  Kahn 1977، صفحة 426.
90. ↑  Kahn 1977، صفحة 435.
91. ↑  Kahn 1977، صفحات 435–7.
92. ↑  Kahn 1977، صفحة 439.
93. ↑  Kahn 1977، صفحات 439–441.
94. ↑  Kahn 1977، صفحة 441.
95. ↑  Kahn 1977، صفحات 444–5.
96. ↑  Watrous, Peter Dizzy Gillespie, Who Sounded Some of Modern Jazz's Earliest Notes, Dies at 75, نيويورك تايمز Obituary, January 7, 1993 نسخة محفوظة 2017-06-26 على موقع واي باك مشين.
97. 1 2  Dizzy Gillespie؛ Al Fraser (2009) [1979]. To Be, Or Not-- to Bop. U of Minnesota Press. ص. xiv, 185, 287–8, 430–1, 460–4, 473–480, 486, 493. ISBN:978-0-8166-6547-1. مؤرشف من الأصل في 2023-09-19.
98. ↑  Alyn Shipton (3 يونيو 1999). Groovin' High: The Life of Dizzy Gillespie: The Life of Dizzy Gillespie. Oxford University Press. ص. 302. ISBN:978-0-19-534938-2. مؤرشف من الأصل في 2023-09-19.
99. ↑  "Remembering Dizzy". Jazztimes.com. مؤرشف من الأصل في 2008-12-28. اطلع عليه بتاريخ 2010-10-20.
100. ↑  Groovin' High The Life of Dizzy Gillespie by Alyn Shipton. نسخة محفوظة 2025-03-23 على موقع واي باك مشين.
101. ↑  Groovin' High: The Life of Dizzy Gillespie Review by Brad Pokorny نسخة محفوظة 2025-01-18 على موقع واي باك مشين.
102. ↑  "Baha'is dedicate Gregory Institute". The Index-Journal. Greenwood, South Carolina. 28 أكتوبر 1972. ص. 4. مؤرشف من الأصل في 2016-03-04. اطلع عليه بتاريخ 2015-03-20.
103. ↑  "Willard Brown". Florence Morning News. Florence, South Carolina. 28 نوفمبر 1972. ص. 2. مؤرشف من الأصل في 2015-04-02. اطلع عليه بتاريخ 2015-03-19.
104. ↑    - "Baha'is to explain Faith". Florence Morning News. Florence, South Carolina. 9 ديسمبر 1972. ص. 6. مؤرشف من الأصل في 2015-04-02. اطلع عليه بتاريخ 2015-03-19.
  - "Gregory Baha'i Institute to train members" (PDF). The New Courier. Pittsburgh, PA. 16 ديسمبر 1972. ص. 15. مؤرشف من الأصل (PDF) في 2015-09-24. اطلع عليه بتاريخ 2015-03-19.
  - "Baha'i Faith Leader sets visit to Pee Dee". Florence Morning News. Florence, South Carolina. 20 يناير 1973. ص. 5. مؤرشف من الأصل في 2016-08-18.
105. ↑  David E. Ogron (يناير 1983). "Gregory Institute Institute marks 10th anniversary". Baháʼí News. ص. 6–7. مؤرشف من الأصل في 2023-09-19. اطلع عليه بتاريخ 2015-03-19.
106. ↑  Hein، Kurt John (1988). Radio Baháʼí - Ecuador; A Baháʼí Development Project. George Ronald. ص. 215 inc. bibliography. ISBN:0-85398-272-4. مؤرشف من الأصل في 2016-03-05.
107. ↑  "Baha'i members discuss 'Promise of World Peace'". The Index-Journal. Greenwood, South Carolina. 3 فبراير 1989. ص. 6. مؤرشف من الأصل في 2016-03-04. اطلع عليه بتاريخ 2015-03-18.
108. ↑  "Waterlook man sang with world choir in New York". The Index-Journal. Greenwood, South Carolina. 25 ديسمبر 1992. ص. 18. مؤرشف من الأصل في 2016-03-04. اطلع عليه بتاريخ 2015-03-18.
109. ↑  Kolodner، Alexander (1 مايو 2014). "The Baha'i Faith Compared to Race in American Counties" (PDF). مؤرشف من الأصل (PDF) في 2025-05-14. اطلع عليه بتاريخ 2015-03-18.
110. ↑  "Marion County, SC Religion Statistics". Homefacts Details By State. Homefacts. 2015. مؤرشف من الأصل في 2025-05-29. اطلع عليه بتاريخ 2015-03-18.
111. ↑  "Williamsburg County, SC Religion Statistics". Homefacts Details By State. Homefacts. 2015. مؤرشف من الأصل في 2025-05-29. اطلع عليه بتاريخ 2015-03-18.
112. ↑  "Dillon County, SC Religion Statistics". Homefacts Details By State. Homefacts. 2015. مؤرشف من الأصل في 2025-05-29. اطلع عليه بتاريخ 2015-03-18.
113. ↑  "Colleton County, SC Religion Statistics". Homefacts Details By State. Homefacts. 2015. مؤرشف من الأصل في 2025-05-29. اطلع عليه بتاريخ 2015-03-18.
114. ↑  "South Carolina Religion Statistics". Homefacts Details By State. Homefacts. 2015. مؤرشف من الأصل في 2025-05-29. اطلع عليه بتاريخ 2015-03-18.
115. ↑  Silk، Mark (26 يونيو 2014). "Maybe there ARE more Baha'is than Jews in South Carolina!". Religion News Service. مؤرشف من الأصل في 2019-07-17. اطلع عليه بتاريخ 2015-03-19.
116. ↑  Robert Stockman (28 يوليو 2014). "The Story Behind the Story: Why There Has Been So Much Press Recently about the South Carolina Baháʼí Community". WilmetteInstitute.org. مؤرشف من الأصل في 2019-07-17. اطلع عليه بتاريخ 2016-02-20.
117. ↑  Herb Silverman (3 يوليو 2014). "One of America's Best Kept Religious Secrets - Could the growing Baháʼí religion revolutionize our political sphere?". faithstreet.com. مؤرشف من الأصل في 2015-10-28. اطلع عليه بتاريخ 2014-03-21.
118. ↑    - "Breaking the Baha'i Code". WMBF News. South Carolina, USA. 9 فبراير 2016. مؤرشف من الأصل في 2025-02-22. اطلع عليه بتاريخ 2016-02-20.
  - Mandy Noel (12 فبراير 2016). "Breaking the Baha'i code: An in-depth report on South Carolina's second most common religion". WMBF News. South Carolina, USA. مؤرشف من الأصل في 2023-09-19. اطلع عليه بتاريخ 2016-02-20.
119. ↑  "Religion Census Newsletter" (PDF). RCMS2010.org. Association of Statisticians of American Religious Bodies. مارس 2017. اطلع عليه بتاريخ 2017-03-17.[وصلة مكسورة]
120. ↑  Jennifer Berry Hawes (21 يونيو 2014). "Charlestonian Louis G. Gregory a key Baha'i figure". The Post and Courier. Charleston, South Carolina. مؤرشف من الأصل في 2016-03-04. اطلع عليه بتاريخ 2015-03-18.
121. ↑  "Louis George Gregory, Esq". South Carolina African American History Calendar. 2005. مؤرشف من الأصل في 2014-05-18. اطلع عليه بتاريخ 2015-03-18.
122. ↑  Robert Stockman (30 نوفمبر 2012). "Louis G. Gregory Baháʼí Museum: Calling You from Charleston, South Carolina". News blog. Wilmette Institute. مؤرشف من الأصل في 2019-07-17. اطلع عليه بتاريخ 2015-03-18.
123. ↑    - "Conway children trying to fight racism at home". The Index-Journal. Greenwood, South Carolina. 9 ديسمبر 1991. ص. 1. مؤرشف من الأصل في 2019-07-17. اطلع عليه بتاريخ 2015-11-26.
  - "Children(continued from page 1)". The Index-Journal. Greenwood, South Carolina. 9 ديسمبر 1991. ص. 2. مؤرشف من الأصل في 2019-07-17. اطلع عليه بتاريخ 2015-11-26.
  - "Fourth-grader 'crusades' against racism". The Index-Journal. Greenwood, South Carolina. 13 يناير 1992. ص. 1. مؤرشف من الأصل في 2019-07-17. اطلع عليه بتاريخ 2015-03-18.
  - "S*1243 Concurrent Resolution, By T.W. Mitchell, A.E. Carmichael, C.T. Courtney, J. Drummond, H.U. Fielding, F. Gilbert, R.W. Hayes, D.H. Holland, J.C. Land, P.P. Leventis, A.S. Macaulay, J.W. Matthews, M.F. Mullinax, E.L. Passailaigue, K. Patterson, T.H. Pope, M.T. Rose, M. Washington and M.B. Williams". Session 109 (1991-1992). scstatehouse.gov. 1992. مؤرشف من الأصل في 2015-09-24. اطلع عليه بتاريخ 2015-03-19.
124. ↑  "Parade's Special Intelligence Report". Del Rio News Herald. Del Rio, Texas. 27 أبريل 1997. ص. 44. مؤرشف من الأصل في 2019-07-17. اطلع عليه بتاريخ 2015-11-26.
125. ↑  "'Race Unity' subject of Odyssey Channel story". The Index-Journal. Greenwood, South Carolina. 22 مارس 1998. ص. 31. مؤرشف من الأصل في 2019-07-17. اطلع عليه بتاريخ 2015-03-19.
126. ↑  David Almerin Douglas؛ Barbara Douglas (1 يناير 2002). Marriage Beyond Black and White: An Interracial Family Portrait. Baha'i Publishing Trust. ص. 340. ISBN:978-1-931847-04-9. مؤرشف من الأصل في 2023-09-19.
127. ↑  Phyllis Peterson (1 يناير 2006). The Heroic Female Spirit: A Collection of Tales. Baha'i Publishing Trust. ص. 10. ISBN:978-1-931847-29-2. مؤرشف من الأصل في 2023-09-19.
128. ↑  "Book of Revelation fulfilled is topic of talk". The Galveston Daily News. Galveston, Texas. 14 فبراير 1960. ص. 6. مؤرشف من الأصل في 2016-03-04. اطلع عليه بتاريخ 2015-03-18.
129. ↑  "Anisa Kintz award". Points of Light. 20 أبريل 1992. مؤرشف من الأصل في 2015-12-08. اطلع عليه بتاريخ 2015-11-26.
130. ↑  "'Race Unity' subject of Odessey Channel story". The Index-Journal. Greenwood, South Carolina. 22 مارس 1998. ص. 31. مؤرشف من الأصل في 2019-07-17. اطلع عليه بتاريخ 2015-11-26.
131. ↑  United States of America Congressional Record Proceedings and Debates of the 106th Congress First Session Vol 145- Part 10. Government Printing Office. ص. 13603–4. GGKEY:NQRZD6RFSSD. مؤرشف من الأصل في 2023-09-19.
132. 1 2  Barbara R. Sims (1989). Traces That Remain: A Pictorial History of the Early Days of the Baháʼí Faith among the Japanese. Japan: Baháʼí Publishing Trust of Japan. ص. 221. مؤرشف من الأصل في 2023-09-19.
133. ↑  "Beckman director appointed". The Index-Journal. Greenwood, South Carolina. 8 مايو 1987. ص. 17. مؤرشف من الأصل في 2016-03-04. اطلع عليه بتاريخ 2015-03-18.
134. ↑  "Ruhiyyih Khanum's Funeral". US Office of Public Information. 2000. مؤرشف من الأصل في 2023-09-19. اطلع عليه بتاريخ 2015-03-21.
135. ↑  "Retired Beckman Center director to take part in unity conference". The Index-Journal. Greenwood, South Carolina. 23 فبراير 1996. ص. 9. مؤرشف من الأصل في 2016-03-04. اطلع عليه بتاريخ 2015-03-18.
136. ↑  "McCantses can". The Index-Journal. Greenwood, South Carolina. 4 مايو 2002. ص. 9. مؤرشف من الأصل في 2015-04-02. اطلع عليه بتاريخ 2015-03-18.
137. ↑  "FMU's Venters wins diversity award". Francis Marion University. Florence, South Carolina. 21 فبراير 2011. مؤرشف من الأصل في 2015-04-02. اطلع عليه بتاريخ 2015-03-18.
138. ↑  Weeks، Linton (22 يونيو 2014). "The Runner-Up Religions Of America". The Protojournalist. National Public Radio. مؤرشف من الأصل في 2015-05-04. اطلع عليه بتاريخ 2015-03-19.
139. ↑  Fortin 2018.
140. ↑  Lane 2018.

## للقراءة الإضافية
- Annette Reynolds (7 أكتوبر 2015). Trudy and the Baha'is' Spiritual Path in South Carolina. Xlibris US. ISBN:978-1-5144-1363-0. مؤرشف من الأصل في 2023-09-19.
- Louis Venters (25 فبراير 2019). History of the Baha'i Faith in South Carolina, A. Arcadia Publishing. ISBN:978-1-4671-1749-4. مؤرشف من الأصل في 2023-09-19.
- Venters، Louis E. III (أغسطس 2015). John David Smith (المحرر). No Jim Crow Church; the Origins of South Carolina's Baháʼí Community. Other Southerners. University Press of Florida. ISBN:978-0-8130-6107-8. مؤرشف من الأصل في 2023-09-19.
- Venters، Louis E. III (2010). Most great reconstruction: The Baha'i Faith in Jim Crow South Carolina, 1898-1965 (Thesis). Colleges of Arts and Sciences University of South Carolina. ISBN:978-1-243-74175-2. UMI Number: 3402846. مؤرشف من الأصل في 2025-03-29.
- Arthur Hampson (مايو 1980). The growth and spread of the Baha'i Faith (PDF) (Thesis). Department of Geography, University of Hawaii. UMI Number: 8022655. مؤرشف من الأصل (PDF) في 2016-12-31.
- Have You Heard the News (film). South Carolina and Jamaica: Kiva Films, Inc for the National Spiritual Assembly of the Baháʼís of the United States. 1972. مؤرشف من الأصل في 2024-12-25.

## وصلات خارجية
- موقع مجتمع البهائيين في كولومبيا الكبرى، مقاطعتي ريتشلاند ولكسنجتون، كارولاينا الجنوبية (بالإنجليزية)
- البهائيون في غرينفيل، كارولاينا الجنوبية (بالإنجليزية)
- البهائيون في مقاطعة بيكينز، ساوث كارولينا (بالإنجليزية)
- إذاعة البهائية دبليو إل جي آي 90.9 إف إم (بالإنجليزية)
- البهائيون في مقاطعتي هوري وجورج تاون (بالإنجليزية)